# 朝の!さんぽ道
『朝の!さんぽ道』（あさの!さんぽみち）は、テレビ東京系列にて2017年4月3日から2020年3月27日まで放送されていた紀行番組。

## 内容
前番組『歴史の道 歩き旅』と同じく月曜から金曜まで1つのテーマに沿って1人の旅人が街を歩く。2017年10月からは各週ごとにテーマが設定され、それぞれテーマに沿ったスポットを旅人が渡り歩く形を取っている。
2020年4月より当番組が放送されている枠に乳幼児向け番組『シナぷしゅ』を編成することになったため、2020年3月27日で終了し、前番組『歴史の道 歩き旅』と合わせて4年の幕を下ろした。

## 放送リスト
| 2017年（平成29年） | 2017年（平成29年） | 2017年（平成29年）                             | 2017年（平成29年）                             | 2017年（平成29年） | 2017年（平成29年）                                                                     |
| 回                 | 放送日             | 旅人、週間テーマ                               | タイトル                                       | 来訪地施設 | 備考                                                                                   |
| ------------------ | ------------------ | ---------------------------------------------- | ---------------------------------------------- | --- | -------------------------------------------------------------------------------------- |
| 1                  | 4月3日             | 渡辺正行、東京の!ランドマークが見える街 さんぽ | 六本木ヒルズ〜麻布十番                         | 六本木ヒルズ・日本切断研究所・UDON BUZEN・浪花家総本店・EL JEWEL・塩の専門店 塩屋                                                                                                 | 放送開始から第115回OAまでが朝7時30分からの放送                                         |
| 2                  | 4月4日             | 渡辺正行、東京の!ランドマークが見える街 さんぽ | 港区虎ノ門、生まれ変わった 虎ノ門&東京タワー   | 愛宕神社・そば処港屋・湯河原温泉の足湯・湯河原温泉の足湯・旅するストア・バーガーうべ・東京タワー・東京おみやげたうん                                                              | 放送開始から第115回OAまでが朝7時30分からの放送                                         |
| 3                  | 4月5日             | 渡辺正行、東京の!ランドマークが見える街 さんぽ | 江東区 清澄白河&森下                           | 金庫と鍵の博物館杉山金庫・add or change・髙橋のらくろ〜ド商店街・深川いろは煎餅・アオイケ桝屋酒店・タロス清澄白河店・キッチンぶるどっく                                           | 放送開始から第115回OAまでが朝7時30分からの放送                                         |
| 4                  | 4月6日             | 渡辺正行、東京の!ランドマークが見える街 さんぽ | 相撲の街 両国!                                 | モンゴル料理ウランバートル・両国メンチカツ・両国國技堂・両国 髙はし・大黒湯 | 放送開始から第115回OAまでが朝7時30分からの放送                                         |
| 5                  | 4月7日             | 渡辺正行、東京の!ランドマークが見える街 さんぽ | 珍発見続々! 押上&東京スカイツリー              | お城森八・寫眞喫茶アウラ舎・BigBangスカイツリー店・東京ソラマチ・チーズガーデン東京ソラマチ店・すみだまち処・東京スカイツリー                                                     | 放送開始から第115回OAまでが朝7時30分からの放送                                         |
| 6                  | 4月10日            | 藤田朋子、話題!「奥」の付く街 さんぽ           | オシャレタウン奥渋谷                           | ニュージープラットフォーム・深町遠藤文具・アンド チーズスタンド・三田村楽器店・セバスチャン                                                                                       | 放送開始から第115回OAまでが朝7時30分からの放送                                         |
| 7                  | 4月11日            | 藤田朋子、話題!「奥」の付く街 さんぽ           | 代々木上原さんぽ パン激戦区の人気店続々!       | そらとくもと・ミ チョリパン・ハイナインノート・キッチン富ヶ谷 | 放送開始から第115回OAまでが朝7時30分からの放送                                         |
| 8                  | 4月12日            | 藤田朋子、話題!「奥」の付く街 さんぽ           | 渋谷さんぽ 若者の街 渋谷で最新体験             | doob-3d渋谷店・渋谷桜丘 肉寿司・渋谷区文化総合センター大和田 コスモプラネタリウム渋谷・Garlic×Garlic                                                                              | 放送開始から第115回OAまでが朝7時30分からの放送                                         |
| 9                  | 4月13日            | 藤田朋子、話題!「奥」の付く街 さんぽ           | 浅草さんぽ 世界のうさぎ&ピンクカレー!?         | 浅草西参道商店街・浅草きんぎょ・カレーランド・花月堂雷門店・浅草蒟蒻しゃぼん・Bunny's Theme Park Hutch浅草                                                                        | 放送開始から第115回OAまでが朝7時30分からの放送                                         |
| 10                 | 4月14日            | 藤田朋子、話題!「奥」の付く街 さんぽ           | 奥浅草で名物グルメ                             | 喫茶店デンキヤホール・銅銀銅器店・otaco・抹茶ジェラートショップ 壽々喜園×ななやコラボショップ・TAIKO-LAB 浅草                                                                     | 放送開始から第115回OAまでが朝7時30分からの放送                                         |
| 11                 | 4月17日            | 金子貴俊、東京の!ディープな街さんぽ            | 錦糸町 怪しい博物館とフシギな焼肉店へ          | 駄菓子とおかしのみせ エワタリ・乾燥木材工芸資料館・ブレーキ博物館・焼肉 フランス人                                                                                                | 放送開始から第115回OAまでが朝7時30分からの放送                                         |
| 12                 | 4月18日            | 金子貴俊、東京の!ディープな街さんぽ            | 錦糸町 ディープな街の常識破りの料理!           | 専門学校日本動物21・シェイクツリー ハンバーガー&バー・みりん堂・タイランドショップ                                                                                                | 放送開始から第115回OAまでが朝7時30分からの放送                                         |
| 13                 | 4月19日            | 金子貴俊、東京の!ディープな街さんぽ            | 北千住 ディープな街の驚きの銭湯へ              | 宿場町通り・ニッポンノカレーj's curry・喫茶 蔵・千住ほんちょう公園・たから家・タカラ湯                                                                                            | 放送開始から第115回OAまでが朝7時30分からの放送                                         |
| 14                 | 4月20日            | 金子貴俊、東京の!ディープな街さんぽ            | 北千住・南千住 千住の知られざる郷土料理を発見! | 隅田川・大峡製鞄・傳吉商店・帝京科学大学千住キャンパス・南千住駅前松尾芭蕉像・そば処 いし井                                                                                       | 放送開始から第115回OAまでが朝7時30分からの放送                                         |
| 15                 | 4月21日            | 金子貴俊、東京の!ディープな街さんぽ            | 赤羽 赤羽の新名物が続々                        | 鯵家・種屋・三恵インドアスポーツ赤羽・海里 | 放送開始から第115回OAまでが朝7時30分からの放送                                         |
| 16                 | 4月24日            | 藤吉久美子、GW直前!新緑を楽しむ街さんぽ!       | 調布 新緑の街 調布の珍名物                     | 若松屋・マヨテラス・千代富 清風堂・実篤公園 | 放送開始から第115回OAまでが朝7時30分からの放送                                         |
| 17                 | 4月25日            | 藤吉久美子、GW直前!新緑を楽しむ街さんぽ!       | 調布 新緑の名所で謎の木&国宝                   | JIN工房・鬼太郎茶屋・深大寺・湧水 | 放送開始から第115回OAまでが朝7時30分からの放送                                         |
| 18                 | 4月26日            | 藤吉久美子、GW直前!新緑を楽しむ街さんぽ!       | 調布・三鷹・府中 奇祭の巨大太鼓を発見          | CAFE BUNS・あやめ・国立天文台・蔵カフェ・大國魂神社 | 放送開始から第115回OAまでが朝7時30分からの放送                                         |
| 19                 | 4月27日            | 藤吉久美子、GW直前!新緑を楽しむ街さんぽ!       | 府中 住宅街にUFO発見!?                         | 大東京綜合卸売センター・ジェイワークス・自然食品つちや・のんしゃらん食堂・武蔵府中熊野神社古墳・国史跡武蔵府中熊野神社古墳展示館・府中市郷土の森観光物産館 古都見カフェ・紙よし村 | 放送開始から第115回OAまでが朝7時30分からの放送                                         |
| 20                 | 4月28日            | 藤吉久美子、GW直前!新緑を楽しむ街さんぽ!       | 八王子 芸者の舞台ウラ!置屋へ突撃!              | 八王子綜合卸売協同組合・十一屋ジャパン・海鮮どんぶり処 心・やまと・八王子ラーメンの元祖びんびん・黒塀通り・すゞ香                                                                 | 放送開始から第115回OAまでが朝7時30分からの放送                                         |
| 21                 | 5月1日             | 渡辺正行、GWオススメ!さんぽ                    | ディズニーリゾートのある街 浦安                | | 放送開始から第115回OAまでが朝7時30分からの放送                                         |
| 22                 | 5月2日             | 渡辺正行、GWオススメ!さんぽ                    | 浦安                                           | | 放送開始から第115回OAまでが朝7時30分からの放送                                         |
| 23                 | 5月3日             | 渡辺正行、GWオススメ!さんぽ                    | 秋葉原                                         | | 放送開始から第115回OAまでが朝7時30分からの放送                                         |
| 24                 | 5月4日             | 渡辺正行、GWオススメ!さんぽ                    | 秋葉原                                         | | 放送開始から第115回OAまでが朝7時30分からの放送                                         |
| 25                 | 5月5日             | 渡辺正行、GWオススメ!さんぽ                    | 秋葉原                                         | | 放送開始から第115回OAまでが朝7時30分からの放送                                         |
| 26                 | 5月8日             | 佐藤弘道                                       | 神田                                           | | 放送開始から第115回OAまでが朝7時30分からの放送                                         |
| 27                 | 5月9日             | 佐藤弘道                                       | 神田                                           | | 放送開始から第115回OAまでが朝7時30分からの放送                                         |
| 28                 | 5月10日            | 佐藤弘道                                       | 浅草                                           | | 放送開始から第115回OAまでが朝7時30分からの放送                                         |
| 29                 | 5月11日            | 佐藤弘道                                       | 浅草                                           | | 放送開始から第115回OAまでが朝7時30分からの放送                                         |
| 30                 | 5月12日            | 佐藤弘道                                       | 赤坂                                           | | 放送開始から第115回OAまでが朝7時30分からの放送                                         |
| 31                 | 5月15日            | 藤田朋子                                       | 群馬県 館林                                    | | 放送開始から第115回OAまでが朝7時30分からの放送                                         |
| 32                 | 5月16日            | 藤田朋子                                       | 栃木県 佐野                                    | | 放送開始から第115回OAまでが朝7時30分からの放送                                         |
| 33                 | 5月17日            | 藤田朋子                                       | 栃木県 佐野                                    | | 放送開始から第115回OAまでが朝7時30分からの放送                                         |
| 34                 | 5月18日            | 藤田朋子                                       | 栃木県 宇都宮                                  | | 放送開始から第115回OAまでが朝7時30分からの放送                                         |
| 35                 | 5月19日            | 藤田朋子                                       | 栃木県 宇都宮                                  | | 放送開始から第115回OAまでが朝7時30分からの放送                                         |
| 36                 | 5月22日            | 渡辺正行                                       | 静岡県 由比                                    | | 放送開始から第115回OAまでが朝7時30分からの放送                                         |
| 37                 | 5月23日            | 渡辺正行                                       | 静岡県 静岡市・清水区                          | | 放送開始から第115回OAまでが朝7時30分からの放送                                         |
| 38                 | 5月24日            | 渡辺正行                                       | 沼津                                           | | 放送開始から第115回OAまでが朝7時30分からの放送                                         |
| 39                 | 5月25日            | 渡辺正行                                       | 静岡市                                         | | 放送開始から第115回OAまでが朝7時30分からの放送                                         |
| 40                 | 5月24日            | 渡辺正行                                       | 静岡市                                         | | 放送開始から第115回OAまでが朝7時30分からの放送                                         |
| 41                 | 5月29日            | 舞の海秀平                                     | 新宿                                           | | 放送開始から第115回OAまでが朝7時30分からの放送                                         |
| 42                 | 5月30日            | 舞の海秀平                                     | 表参道〜原宿                                   | | 放送開始から第115回OAまでが朝7時30分からの放送                                         |
| 43                 | 5月31日            | 舞の海秀平                                     | 池袋                                           | | 放送開始から第115回OAまでが朝7時30分からの放送                                         |
| 44                 | 6月1日             | 舞の海秀平                                     | 品川                                           | | 放送開始から第115回OAまでが朝7時30分からの放送                                         |
| 45                 | 6月2日             | 舞の海秀平                                     | 戸越                                           | | 放送開始から第115回OAまでが朝7時30分からの放送                                         |
| 46                 | 6月5日             | 渡辺正行                                       | 吉祥寺                                         | | 放送開始から第115回OAまでが朝7時30分からの放送                                         |
| 47                 | 6月6日             | 渡辺正行                                       | 吉祥寺                                         | | 放送開始から第115回OAまでが朝7時30分からの放送                                         |
| 48                 | 6月7日             | 渡辺正行                                       | 荻窪                                           | | 放送開始から第115回OAまでが朝7時30分からの放送                                         |
| 49                 | 6月8日             | 渡辺正行                                       | 中野                                           | | 放送開始から第115回OAまでが朝7時30分からの放送                                         |
| 50                 | 6月9日             | 渡辺正行                                       | 中野                                           | | 放送開始から第115回OAまでが朝7時30分からの放送                                         |
| 51                 | 6月12日            | 太川陽介                                       | 草津温泉                                       | | 放送開始から第115回OAまでが朝7時30分からの放送                                         |
| 52                 | 6月13日            | 太川陽介                                       | 水上温泉                                       | | 放送開始から第115回OAまでが朝7時30分からの放送                                         |
| 53                 | 6月14日            | 太川陽介                                       | 前橋                                           | | 放送開始から第115回OAまでが朝7時30分からの放送                                         |
| 54                 | 6月15日            | 太川陽介                                       | 高崎                                           | | 放送開始から第115回OAまでが朝7時30分からの放送                                         |
| 55                 | 6月16日            | 太川陽介                                       | 前橋                                           | | 放送開始から第115回OAまでが朝7時30分からの放送                                         |
| 56                 | 6月19日            | 金子貴俊                                       | 三軒茶屋                                       | | 放送開始から第115回OAまでが朝7時30分からの放送                                         |
| 57                 | 6月20日            | 金子貴俊                                       | 三軒茶屋                                       | | 放送開始から第115回OAまでが朝7時30分からの放送                                         |
| 58                 | 6月21日            | 金子貴俊                                       | 武蔵小杉                                       | | 放送開始から第115回OAまでが朝7時30分からの放送                                         |
| 59                 | 6月22日            | 金子貴俊                                       | 目黒                                           | | 放送開始から第115回OAまでが朝7時30分からの放送                                         |
| 60                 | 6月23日            | 金子貴俊                                       | 目黒                                           | | 放送開始から第115回OAまでが朝7時30分からの放送                                         |
| 61                 | 6月26日            | 芳本美代子                                     | 鎌倉                                           | | 放送開始から第115回OAまでが朝7時30分からの放送                                         |
| 62                 | 6月27日            | 芳本美代子                                     | 長谷                                           | | 放送開始から第115回OAまでが朝7時30分からの放送                                         |
| 63                 | 6月28日            | 芳本美代子                                     | 長谷周辺                                       | | 放送開始から第115回OAまでが朝7時30分からの放送                                         |
| 64                 | 6月29日            | 芳本美代子                                     | 稲村ヶ崎〜腰越                                 | | 放送開始から第115回OAまでが朝7時30分からの放送                                         |
| 65                 | 6月30日            | 芳本美代子                                     | 江の島周辺〜藤沢                               | | 放送開始から第115回OAまでが朝7時30分からの放送                                         |
| 66                 | 7月3日             | 中島史恵                                       | 小江戸・佐原                                   | | 放送開始から第115回OAまでが朝7時30分からの放送                                         |
| 67                 | 7月4日             | 中島史恵                                       | 小江戸・佐原                                   | | 放送開始から第115回OAまでが朝7時30分からの放送                                         |
| 68                 | 7月5日             | 中島史恵                                       | 茨城県潮来市                                   | | 放送開始から第115回OAまでが朝7時30分からの放送                                         |
| 69                 | 7月6日             | 中島史恵                                       | 千葉県成田市                                   | | 放送開始から第115回OAまでが朝7時30分からの放送                                         |
| 70                 | 7月7日             | 中島史恵                                       | 千葉県成田市                                   | | 放送開始から第115回OAまでが朝7時30分からの放送                                         |
| 71                 | 7月10日            | 藤田朋子、食と市場のある街                     | 日本橋                                         | | 放送開始から第115回OAまでが朝7時30分からの放送                                         |
| 72                 | 7月11日            | 藤田朋子、食と市場のある街                     | 築地                                           | | 放送開始から第115回OAまでが朝7時30分からの放送                                         |
| 73                 | 7月12日            | 藤田朋子、食と市場のある街                     | 築地                                           | | 放送開始から第115回OAまでが朝7時30分からの放送                                         |
| 74                 | 7月13日            | 藤田朋子、食と市場のある街                     | 銀座                                           | | 放送開始から第115回OAまでが朝7時30分からの放送                                         |
| 75                 | 7月14日            | 藤田朋子、食と市場のある街                     | 銀座                                           | | 放送開始から第115回OAまでが朝7時30分からの放送                                         |
| 76                 | 7月17日            | 渡辺徹                                         | 谷中                                           | | 放送開始から第115回OAまでが朝7時30分からの放送                                         |
| 77                 | 7月18日            | 渡辺徹                                         | 谷中・根津                                     | | 放送開始から第115回OAまでが朝7時30分からの放送                                         |
| 78                 | 7月19日            | 渡辺徹                                         | 谷中・根津                                     | | 放送開始から第115回OAまでが朝7時30分からの放送                                         |
| 79                 | 7月20日            | 渡辺徹                                         | 人形町                                         | | 放送開始から第115回OAまでが朝7時30分からの放送                                         |
| 80                 | 7月21日            | 渡辺徹                                         | 畑・月島                                       | | 放送開始から第115回OAまでが朝7時30分からの放送                                         |
| 81                 | 7月24日            | 金子貴俊                                       | 両国                                           | | 放送開始から第115回OAまでが朝7時30分からの放送                                         |
| 82                 | 7月25日            | 金子貴俊                                       | 両国                                           | | 放送開始から第115回OAまでが朝7時30分からの放送                                         |
| 83                 | 7月26日            | 金子貴俊                                       | 蔵前                                           | | 放送開始から第115回OAまでが朝7時30分からの放送                                         |
| 84                 | 7月27日            | 金子貴俊                                       | 浅草                                           | | 放送開始から第115回OAまでが朝7時30分からの放送                                         |
| 85                 | 7月28日            | 金子貴俊                                       | 浅草                                           | | 放送開始から第115回OAまでが朝7時30分からの放送                                         |
| 86                 | 7月31日            | 藤吉久美子、夏の横浜グルメ旅                   | 元町エリア                                     | | 放送開始から第115回OAまでが朝7時30分からの放送                                         |
| 87                 | 8月1日             | 藤吉久美子、夏の横浜グルメ旅                   | 中華街                                         | | 放送開始から第115回OAまでが朝7時30分からの放送                                         |
| 88                 | 8月2日             | 藤吉久美子、夏の横浜グルメ旅                   | みなとみらいエリア                             | | 放送開始から第115回OAまでが朝7時30分からの放送                                         |
| 89                 | 8月3日             | 藤吉久美子、夏の横浜グルメ旅                   | 馬車道・関内エリア                             | | 放送開始から第115回OAまでが朝7時30分からの放送                                         |
| 90                 | 8月4日             | 藤吉久美子、夏の横浜グルメ旅                   | 伊勢佐木町エリア                               | | 放送開始から第115回OAまでが朝7時30分からの放送                                         |
| 91                 | 8月7日             | 金子貴俊、大人の避暑地                         | 軽井沢                                         | | 放送開始から第115回OAまでが朝7時30分からの放送                                         |
| 92                 | 8月8日             | 金子貴俊、大人の避暑地                         | 軽井沢                                         | | 放送開始から第115回OAまでが朝7時30分からの放送                                         |
| 93                 | 8月9日             | 金子貴俊、大人の避暑地                         | 軽井沢                                         | | 放送開始から第115回OAまでが朝7時30分からの放送                                         |
| 94                 | 8月10日            | 金子貴俊、大人の避暑地                         | 清里                                           | | 放送開始から第115回OAまでが朝7時30分からの放送                                         |
| 95                 | 8月11日            | 金子貴俊、大人の避暑地                         | 清里                                           | | 放送開始から第115回OAまでが朝7時30分からの放送                                         |
| 特別編             | 9月2日             | 渡辺正行、藤田朋子                             | 上野/谷中・京島                                | | 放送開始から第115回OAまでが朝7時30分からの放送                                         |
| 96                 | 9月4日             | 舞の海秀平                                     | 中目黒 最新&話題の肉料理                       | | 放送開始から第115回OAまでが朝7時30分からの放送                                         |
| 97                 | 9月5日             | 銀座・恵比寿 最新&話題のソフトクリーム         |                                                | | 放送開始から第115回OAまでが朝7時30分からの放送                                         |
| 98                 | 9月6日             | 月島 最新&話題の肉料理                         |                                                | | 放送開始から第115回OAまでが朝7時30分からの放送                                         |
| 99                 | 9月7日             | 都内「名坂」巡り                               |                                                | | 放送開始から第115回OAまでが朝7時30分からの放送                                         |
| 100                | 9月8日             | 東大うどん部厳選! 都内のうどん店               |                                                | | 放送開始から第115回OAまでが朝7時30分からの放送                                         |
| 101                | 9月11日            | 金子貴俊                                       | 葛飾区・柴又                                   | | 放送開始から第115回OAまでが朝7時30分からの放送                                         |
| 102                | 9月12日            | 金子貴俊                                       | 葛飾区・立石                                   | | 放送開始から第115回OAまでが朝7時30分からの放送                                         |
| 103                | 9月13日            | 金子貴俊                                       | 葛飾区・亀有                                   | | 放送開始から第115回OAまでが朝7時30分からの放送                                         |
| 104                | 9月14日            | 金子貴俊                                       | 葛飾区・新小岩                                 | | 放送開始から第115回OAまでが朝7時30分からの放送                                         |
| 105                | 9月15日            | 金子貴俊                                       | 葛飾区・金町                                   | | 放送開始から第115回OAまでが朝7時30分からの放送                                         |
| 106                | 9月18日            | 紫吹淳                                         | 都電荒川線 三ノ輪橋〜東尾久三丁目              | | 放送開始から第115回OAまでが朝7時30分からの放送                                         |
| 107                | 9月19日            | 紫吹淳                                         | 都電荒川線 荒川遊園地前〜荒川車庫前            | | 放送開始から第115回OAまでが朝7時30分からの放送                                         |
| 108                | 9月20日            | 紫吹淳                                         | 都電荒川線 王子〜大塚                          | | 放送開始から第115回OAまでが朝7時30分からの放送                                         |
| 109                | 9月21日            | 紫吹淳                                         | 世田谷線 三軒茶屋駅〜世田谷駅沿線              | | 放送開始から第115回OAまでが朝7時30分からの放送                                         |
| 110                | 9月22日            | 紫吹淳                                         | 世田谷線 世田谷駅〜下高井戸駅沿線              | | 放送開始から第115回OAまでが朝7時30分からの放送                                         |
| 111                | 9月25日            | 江口ともみ、徒歩5分! 最新・話題スポット        | 東京駅丸ノ内口                                 | | 放送開始から第115回OAまでが朝7時30分からの放送                                         |
| 112                | 9月26日            | 江口ともみ、徒歩5分! 最新・話題スポット        | 東京駅八重洲口                                 | | 放送開始から第115回OAまでが朝7時30分からの放送                                         |
| 113                | 9月27日            | 江口ともみ、徒歩5分! 最新・話題スポット        | 上野駅                                         | | 放送開始から第115回OAまでが朝7時30分からの放送                                         |
| 114                | 9月28日            | 江口ともみ、徒歩5分! 最新・話題スポット        | 上野駅浅草口                                   | | 放送開始から第115回OAまでが朝7時30分からの放送                                         |
| 115                | 9月29日            | 江口ともみ、徒歩5分! 最新・話題スポット        | 浜松町駅                                       | | 放送開始から第115回OAまでが朝7時30分からの放送                                         |
| 116                | 10月9日            | 金子貴俊                                       | 駒沢                                           | | 第116回OAからは『きんだーてれび』の移動枠スタートにより朝7時35分からの放送になります。 |
| 117                | 10月10日           | 金子貴俊                                       | 原宿                                           | | 第116回OAからは『きんだーてれび』の移動枠スタートにより朝7時35分からの放送になります。 |
| 118                | 10月11日           | 金子貴俊                                       | 参宮橋                                         | | 第116回OAからは『きんだーてれび』の移動枠スタートにより朝7時35分からの放送になります。 |
| 119                | 10月12日           | 金子貴俊                                       | ダガヤサンドウ                                 | | 第116回OAからは『きんだーてれび』の移動枠スタートにより朝7時35分からの放送になります。 |
| 110                | 10月13日           | 金子貴俊                                       | ダガヤサンドウ                                 | | 第116回OAからは『きんだーてれび』の移動枠スタートにより朝7時35分からの放送になります。 |
| 111                | 10月16日           | 渡辺正行                                       | 三崎                                           | | 第116回OAからは『きんだーてれび』の移動枠スタートにより朝7時35分からの放送になります。 |
| 112                | 10月17日           | 渡辺正行                                       | 鎌倉                                           | | 第116回OAからは『きんだーてれび』の移動枠スタートにより朝7時35分からの放送になります。 |
| 113                | 10月18日           | 渡辺正行                                       | 鎌倉                                           | | 第116回OAからは『きんだーてれび』の移動枠スタートにより朝7時35分からの放送になります。 |
| 114                | 10月19日           | 渡辺正行                                       | 秩父                                           | | 第116回OAからは『きんだーてれび』の移動枠スタートにより朝7時35分からの放送になります。 |
| 115                | 10月20日           | 渡辺正行                                       | 長瀞                                           | | 第116回OAからは『きんだーてれび』の移動枠スタートにより朝7時35分からの放送になります。 |
| 116                | 10月23日           | 藤吉久美子                                     | 表参道                                         | | 第116回OAからは『きんだーてれび』の移動枠スタートにより朝7時35分からの放送になります。 |
| 117                | 10月24日           | 藤吉久美子                                     | 湯島                                           | | 第116回OAからは『きんだーてれび』の移動枠スタートにより朝7時35分からの放送になります。 |
| 118                | 10月25日           | 藤吉久美子                                     | 新宿                                           | | 第116回OAからは『きんだーてれび』の移動枠スタートにより朝7時35分からの放送になります。 |
| 119                | 10月26日           | 藤吉久美子                                     | 原宿                                           | | 第116回OAからは『きんだーてれび』の移動枠スタートにより朝7時35分からの放送になります。 |
| 120                | 10月27日           | 藤吉久美子                                     | 六本木                                         | | 第116回OAからは『きんだーてれび』の移動枠スタートにより朝7時35分からの放送になります。 |
| 121                | 10月30日           | 秋本奈緒美                                     | 神保町                                         | | 第116回OAからは『きんだーてれび』の移動枠スタートにより朝7時35分からの放送になります。 |
| 122                | 10月31日           | 秋本奈緒美                                     | 本郷                                           | | 第116回OAからは『きんだーてれび』の移動枠スタートにより朝7時35分からの放送になります。 |
| 123                | 11月1日            | 秋本奈緒美                                     | 京橋〜歌舞伎座                                 | | 第116回OAからは『きんだーてれび』の移動枠スタートにより朝7時35分からの放送になります。 |
| 124                | 11月2日            | 秋本奈緒美                                     | 椎名町                                         | | 第116回OAからは『きんだーてれび』の移動枠スタートにより朝7時35分からの放送になります。 |
| 125                | 11月3日            | 秋本奈緒美                                     | 江古田                                         | | 第116回OAからは『きんだーてれび』の移動枠スタートにより朝7時35分からの放送になります。 |
| 126                | 11月6日            | 太川陽介                                       | 日光                                           | | 第116回OAからは『きんだーてれび』の移動枠スタートにより朝7時35分からの放送になります。 |
| 127                | 11月7日            | 太川陽介                                       | 日光〜中禅寺湖                                 | | 第116回OAからは『きんだーてれび』の移動枠スタートにより朝7時35分からの放送になります。 |
| 128                | 11月8日            | 太川陽介                                       | 日光                                           | | 第116回OAからは『きんだーてれび』の移動枠スタートにより朝7時35分からの放送になります。 |
| 129                | 11月9日            | 太川陽介                                       | 那須                                           | | 第116回OAからは『きんだーてれび』の移動枠スタートにより朝7時35分からの放送になります。 |
| 130                | 11月10日           | 太川陽介                                       | 塩原渓谷〜塩原温泉                             | | 第116回OAからは『きんだーてれび』の移動枠スタートにより朝7時35分からの放送になります。 |
| 131                | 11月13日           | 渡辺正行                                       | 高円寺                                         | | 第116回OAからは『きんだーてれび』の移動枠スタートにより朝7時35分からの放送になります。 |
| 132                | 11月14日           | 渡辺正行                                       | 高円寺                                         | | 第116回OAからは『きんだーてれび』の移動枠スタートにより朝7時35分からの放送になります。 |
| 133                | 11月15日           | 渡辺正行                                       | 阿佐ヶ谷                                       | | 第116回OAからは『きんだーてれび』の移動枠スタートにより朝7時35分からの放送になります。 |
| 134                | 11月16日           | 渡辺正行                                       | 西荻窪                                         | | 第116回OAからは『きんだーてれび』の移動枠スタートにより朝7時35分からの放送になります。 |
| 135                | 11月17日           | 渡辺正行                                       | 荻窪                                           | | 第116回OAからは『きんだーてれび』の移動枠スタートにより朝7時35分からの放送になります。 |
| 136                | 11月20日           | 金子貴俊                                       | 温泉のある街 千葉県鴨川                        | | 第116回OAからは『きんだーてれび』の移動枠スタートにより朝7時35分からの放送になります。 |
| 137                | 11月21日           | 金子貴俊                                       | 温泉のある街 湯河原                            | | 第116回OAからは『きんだーてれび』の移動枠スタートにより朝7時35分からの放送になります。 |
| 138                | 11月22日           | 金子貴俊                                       | 温泉のある街 養老渓谷                          | | 第116回OAからは『きんだーてれび』の移動枠スタートにより朝7時35分からの放送になります。 |
| 139                | 11月23日           | 金子貴俊                                       | 箱根湯本                                       | | 第116回OAからは『きんだーてれび』の移動枠スタートにより朝7時35分からの放送になります。 |
| 140                | 11月24日           | 金子貴俊                                       | 南房総・館山                                   | | 第116回OAからは『きんだーてれび』の移動枠スタートにより朝7時35分からの放送になります。 |
| 141                | 11月27日           | 藤田朋子                                       | 恵比寿・代官山                                 | | 第116回OAからは『きんだーてれび』の移動枠スタートにより朝7時35分からの放送になります。 |
| 142                | 11月28日           | 藤田朋子                                       | 六本木・麻布十番                               | | 第116回OAからは『きんだーてれび』の移動枠スタートにより朝7時35分からの放送になります。 |
| 143                | 11月29日           | 藤田朋子                                       | 新橋・有楽町                                   | | 第116回OAからは『きんだーてれび』の移動枠スタートにより朝7時35分からの放送になります。 |
| 144                | 11月30日           | 藤田朋子                                       | 神楽坂                                         | | 第116回OAからは『きんだーてれび』の移動枠スタートにより朝7時35分からの放送になります。 |
| 145                | 12月1日            | 藤田朋子                                       | 溜池山王/亀戸                                  | | 第116回OAからは『きんだーてれび』の移動枠スタートにより朝7時35分からの放送になります。 |
| 146                | 12月4日            | 渡辺正行                                       | 立川                                           | | 第116回OAからは『きんだーてれび』の移動枠スタートにより朝7時35分からの放送になります。 |
| 147                | 12月5日            | 渡辺正行                                       | 船橋                                           | | 第116回OAからは『きんだーてれび』の移動枠スタートにより朝7時35分からの放送になります。 |
| 148                | 12月6日            | 渡辺正行                                       | 幕張                                           | | 第116回OAからは『きんだーてれび』の移動枠スタートにより朝7時35分からの放送になります。 |
| 149                | 12月7日            | 渡辺正行                                       | 入間                                           | | 第116回OAからは『きんだーてれび』の移動枠スタートにより朝7時35分からの放送になります。 |
| 150                | 12月8日            | 渡辺正行                                       | 福生                                           | | 第116回OAからは『きんだーてれび』の移動枠スタートにより朝7時35分からの放送になります。 |
| 151                | 12月11日           | 藤吉久美子                                     | 銀座                                           | | 第116回OAからは『きんだーてれび』の移動枠スタートにより朝7時35分からの放送になります。 |
| 152                | 12月12日           | 藤吉久美子                                     | 早稲田                                         | | 第116回OAからは『きんだーてれび』の移動枠スタートにより朝7時35分からの放送になります。 |
| 153                | 12月13日           | 藤吉久美子                                     | 九段下                                         | | 第116回OAからは『きんだーてれび』の移動枠スタートにより朝7時35分からの放送になります。 |
| 154                | 12月14日           | 藤吉久美子                                     | 東京タワー周辺                                 | | 第116回OAからは『きんだーてれび』の移動枠スタートにより朝7時35分からの放送になります。 |
| 155                | 12月15日           | 藤吉久美子                                     | 渋谷                                           | | 第116回OAからは『きんだーてれび』の移動枠スタートにより朝7時35分からの放送になります。 |
| 156                | 12月18日           | 江口ともみ                                     | 世田谷区・等々力                               | | 第116回OAからは『きんだーてれび』の移動枠スタートにより朝7時35分からの放送になります。 |
| 157                | 12月19日           | 江口ともみ                                     | 品川区・天王洲アイル                           | | 第116回OAからは『きんだーてれび』の移動枠スタートにより朝7時35分からの放送になります。 |
| 158                | 12月20日           | 江口ともみ                                     | 豊島区・雑司ヶ谷                               | | 第116回OAからは『きんだーてれび』の移動枠スタートにより朝7時35分からの放送になります。 |
| 159                | 12月21日           | 江口ともみ                                     | 江東区・越中島                                 | | 第116回OAからは『きんだーてれび』の移動枠スタートにより朝7時35分からの放送になります。 |
| 160                | 12月22日           | 江口ともみ                                     | 茨城県つくば市                                 | | 第116回OAからは『きんだーてれび』の移動枠スタートにより朝7時35分からの放送になります。 |

| 2018年（平成30年） | 2018年（平成30年） | 2018年（平成30年）                                           | 2018年（平成30年）                     | 2018年（平成30年） | 2018年（平成30年） |
| 回                 | 放送日             | 旅人、週間テーマ                                             | サブタイトル                           | 来訪地施設         | 備考               |
| ------------------ | ------------------ | ------------------------------------------------------------ | -------------------------------------- | ------------------ | ------------------ |
| 161                | 1月4日             | 渡辺正行                                                     | 浅草寺周辺                             |                    |                    |
| 162                | 1月5日             | 渡辺正行                                                     | 浅草周辺                               |                    |                    |
| 163                | 1月8日             | 渡辺正行                                                     | 飯田橋・水道橋周辺                     |                    |                    |
| 164                | 1月9日             | 渡辺正行                                                     | 亀戸                                   |                    |                    |
| 165                | 1月10日            | 渡辺正行                                                     | 新大久保・百人町                       |                    |                    |
| 166                | 1月11日            | 渡辺正行                                                     | 鎌田                                   |                    |                    |
| 167                | 1月12日            | 渡辺正行                                                     | 四谷                                   |                    |                    |
| 168                | 1月15日            | 藤田朋子                                                     | 日本橋・人形町                         |                    |                    |
| 169                | 1月16日            | 藤田朋子                                                     | 大塚                                   |                    |                    |
| 170                | 1月17日            | 藤田朋子                                                     | 駒込                                   |                    |                    |
| 171                | 1月18日            | 藤田朋子                                                     | 銀座                                   |                    |                    |
| 178                | 1月19日            | 藤田朋子                                                     | 早稲田・高田馬場                       |                    |                    |
| 179                | 1月22日            | 金子貴俊                                                     | 駒場東大前駅                           |                    |                    |
| 180                | 1月23日            | 金子貴俊                                                     | 下北沢駅・南側                         |                    |                    |
| 181                | 1月24日            | 金子貴俊                                                     | 下北沢駅・北側                         |                    |                    |
| 182                | 1月25日            | 金子貴俊                                                     | 明大前駅                               |                    |                    |
| 183                | 1月26日            | 金子貴俊                                                     | 久我山駅                               |                    |                    |
| 184                | 1月29日            | 榎木孝明                                                     | 秋葉原〜神田                           |                    |                    |
| 185                | 1月30日            | 榎木孝明                                                     | 三鷹                                   |                    |                    |
| 186                | 1月31日            | 榎木孝明                                                     | 小金井・調布界隈                       |                    |                    |
| 187                | 2月1日             | 榎木孝明                                                     | 川越                                   |                    |                    |
| 188                | 2月2日             | 榎木孝明                                                     | 川越                                   |                    |                    |
| 189                | 2月5日             | 藤田朋子                                                     | 原宿・竹下通り                         |                    |                    |
| 190                | 2月6日             | 藤田朋子                                                     | 根津周辺                               |                    |                    |
| 191                | 2月7日             | 藤田朋子                                                     | 新宿                                   |                    |                    |
| 192                | 2月8日             | 藤田朋子                                                     | 築地〜お台場                           |                    |                    |
| 193                | 2月9日             | 藤田朋子                                                     | 赤坂                                   |                    |                    |
| 194                | 2月12日            | 渡辺正行、3000歩さんぽ                                       | 池袋・東口周辺                         |                    |                    |
| 195                | 2月13日            | 渡辺正行、3000歩さんぽ                                       | 笹塚                                   |                    |                    |
| 196                | 2月14日            | 渡辺正行、3000歩さんぽ                                       | 日暮里                                 |                    |                    |
| 197                | 2月15日            | 渡辺正行、3000歩さんぽ                                       | 両国                                   |                    |                    |
| 198                | 2月16日            | 渡辺正行、3000歩さんぽ                                       | 下高井戸                               |                    |                    |
| 199                | 2月19日            | 紫吹淳、富士山の見える絶景スポット                           | 神奈川県・逗子                         |                    |                    |
| 200                | 2月20日            | 紫吹淳、富士山の見える絶景スポット                           | 神奈川県・鎌倉市 七里ヶ浜              |                    |                    |
| 201                | 2月21日            | 紫吹淳、富士山の見える絶景スポット                           | 江の島                                 |                    |                    |
| 202                | 2月22日            | 紫吹淳、富士山の見える絶景スポット                           | 成城                                   |                    |                    |
| 203                | 2月23日            | 紫吹淳、富士山の見える絶景スポット                           | 田園調布                               |                    |                    |
| 204                | 2月26日            | 太川陽介、とっておきの北陸散歩!                              | 石川県・金沢市                         |                    |                    |
| 205                | 2月27日            | 太川陽介、とっておきの北陸散歩!                              | 金沢の魅力                             |                    |                    |
| 206                | 2月28日            | 太川陽介、とっておきの北陸散歩!                              | 金沢の知られざる魅力                   |                    |                    |
| 207                | 3月1日             | 太川陽介、とっておきの北陸散歩!                              | 富山県・氷見市                         |                    |                    |
| 208                | 3月2日             | 太川陽介、とっておきの北陸散歩!                              | 富山県・射水市〜富山市                 |                    |                    |
| 209                | 3月5日             | 渡部陽一、東急東横沿線5000歩さんぽ                           | 祐天寺                                 |                    |                    |
| 210                | 3月6日             | 渡部陽一、東急東横沿線5000歩さんぽ                           | 中目黒                                 |                    |                    |
| 211                | 3月7日             | 渡部陽一、東急東横沿線5000歩さんぽ                           | 学芸大学駅周辺                         |                    |                    |
| 212                | 3月8日             | 渡部陽一、東急東横沿線5000歩さんぽ                           | 都立大学駅周辺                         |                    |                    |
| 213                | 3月9日             | 渡部陽一、東急東横沿線5000歩さんぽ                           | 自由が丘駅周辺                         |                    |                    |
| 214                | 3月12日            | 渡辺正行、桜の名所巡り                                       | いすみ鉄道 上総中野駅                  |                    |                    |
| 215                | 3月13日            | 渡辺正行、桜の名所巡り                                       | いすみ鉄道 大多喜駅 国吉駅             |                    |                    |
| 216                | 3月14日            | 渡辺正行、桜の名所巡り                                       | いすみ鉄道 大原駅                      |                    |                    |
| 217                | 3月15日            | 渡辺正行、桜の名所巡り                                       | 五反田                                 |                    |                    |
| 218                | 3月16日            | 渡辺正行、桜の名所巡り                                       | 洗足〜大岡山                           |                    |                    |
| 219                | 3月19日            | はしのえみ、瀬戸内の島さんぽ                                 | しまなみ海道 大島                      |                    |                    |
| 220                | 3月20日            | はしのえみ、瀬戸内の島さんぽ                                 | しまなみ海道 生口島                    |                    |                    |
| 221                | 3月21日            | はしのえみ、瀬戸内の島さんぽ                                 | しまなみ海道 小豆島                    |                    |                    |
| 222                | 3月22日            | はしのえみ、瀬戸内の島さんぽ                                 | しまなみ海道 小豆島                    |                    |                    |
| 223                | 3月23日            | はしのえみ、瀬戸内の島さんぽ                                 | 尾道                                   |                    |                    |
| 224                | 3月26日            | 金子貴俊、朝のスポット散歩                                   | 渋谷・原宿・代々木                     |                    |                    |
| 225                | 3月27日            | 金子貴俊、朝のスポット散歩                                   | 上野                                   |                    |                    |
| 226                | 3月28日            | 金子貴俊、朝のスポット散歩                                   | 横浜                                   |                    |                    |
| 227                | 3月29日            | 金子貴俊、朝のスポット散歩                                   | 築地・銀座                             |                    |                    |
| 228                | 3月30日            | 金子貴俊、朝のスポット散歩                                   | 大田市場                               |                    |                    |
| 229                | 4月2日             | 渡辺正行、じゃないほう散歩                                   | 秋葉原                                 |                    |                    |
| 230                | 4月3日             | 渡辺正行、じゃないほう散歩                                   | 巣鴨地蔵通り商店街                     |                    |                    |
| 231                | 4月4日             | 渡辺正行、じゃないほう散歩                                   | 巣鴨地蔵通り商店街                     |                    |                    |
| 232                | 4月5日             | 渡辺正行、じゃないほう散歩                                   | 渋谷                                   |                    |                    |
| 233                | 4月6日             | 渡辺正行、じゃないほう散歩                                   | 永田町・国会議事堂周辺                 |                    |                    |
| 234                | 4月9日             | 青木さやか、名曲が生まれた街散歩                             | 横浜・伊勢佐木町から下町情緒漂う野毛   |                    |                    |
| 235                | 4月10日            | 青木さやか、名曲が生まれた街散歩                             | 六本木の中心地ミッドタウンやヒルズ周辺 |                    |                    |
| 236                | 4月11日            | 青木さやか、名曲が生まれた街散歩                             | エレカシのメンバーが生まれ育った赤羽   |                    |                    |
| 237                | 4月12日            | 青木さやか、名曲が生まれた街散歩                             | 東京ドーム周辺                         |                    |                    |
| 238                | 4月13日            | 青木さやか、名曲が生まれた街散歩                             | 「矢切の渡し」で知られる千葉県松戸市   |                    |                    |
| 239                | 4月16日            | 藤田朋子、ディープな街5000歩散歩                             | 北千住                                 |                    |                    |
| 240                | 4月17日            | 藤田朋子、ディープな街5000歩散歩                             | 小岩                                   |                    |                    |
| 241                | 4月18日            | 藤田朋子、ディープな街5000歩散歩                             | 平井                                   |                    |                    |
| 242                | 4月19日            | 藤田朋子、ディープな街5000歩散歩                             | 町屋                                   |                    |                    |
| 243                | 4月20日            | 藤田朋子、ディープな街5000歩散歩                             | 錦糸町                                 |                    |                    |
| 244                | 4月23日            | 金子貴俊、GW直前、都内近辺で海外気分さんぽ                   | 広尾                                   |                    |                    |
| 245                | 4月26日            | 金子貴俊、GW直前、都内近辺で海外気分さんぽ                   | 代々木上原                             |                    |                    |
| 246                | 4月27日            | 金子貴俊、GW直前、都内近辺で海外気分さんぽ                   | 神奈川県大和市                         |                    |                    |
| 247                | 4月28日            | 金子貴俊、GW直前、都内近辺で海外気分さんぽ                   | 千葉県船橋市                           |                    |                    |
| 248                | 4月29日            | 金子貴俊、GW直前、都内近辺で海外気分さんぽ                   | 池袋                                   |                    |                    |
| 249                | 4月30日            | はしのえみ、5駅以下のローカル線さんぽ                        | 東武亀戸線沿線                         |                    |                    |
| 250                | 5月1日             | はしのえみ、5駅以下のローカル線さんぽ                        | 京成金町線沿線                         |                    |                    |
| 251                | 5月2日             | はしのえみ、5駅以下のローカル線さんぽ                        | 東武大師線沿線                         |                    |                    |
| 252                | 5月3日             | はしのえみ、5駅以下のローカル線さんぽ                        | 西武国分寺線沿線                       |                    |                    |
| 253                | 5月4日             | はしのえみ、5駅以下のローカル線さんぽ                        | 西武国分寺線沿線                       |                    |                    |
| 254                | 5月7日             | 渡辺正行、20年前の「散歩の達人」片手に昔のガイドブックさんぽ | 深川                                   |                    |                    |
| 255                | 5月8日             | 渡辺正行、20年前の「散歩の達人」片手に昔のガイドブックさんぽ | 御茶ノ水・本郷                         |                    |                    |
| 256                | 5月9日             | 渡辺正行、20年前の「散歩の達人」片手に昔のガイドブックさんぽ | 湯島                                   |                    |                    |
| 257                | 5月10日            | 渡辺正行、20年前の「散歩の達人」片手に昔のガイドブックさんぽ | 中野                                   |                    |                    |
| 258                | 5月11日            | 渡辺正行、20年前の「散歩の達人」片手に昔のガイドブックさんぽ | 新橋                                   |                    |                    |
| 259                | 5月14日            | 藤田朋子、初夏の新緑さんぽ                                   | 墨田区向島                             |                    |                    |
| 260                | 5月15日            | 藤田朋子、初夏の新緑さんぽ                                   | 千代田区日比谷                         |                    |                    |
| 261                | 5月16日            | 藤田朋子、初夏の新緑さんぽ                                   | 大田区大森                             |                    |                    |
| 262                | 5月17日            | 藤田朋子、初夏の新緑さんぽ                                   | 文京区後楽園                           |                    |                    |
| 263                | 5月18日            | 藤田朋子、初夏の新緑さんぽ                                   | 江東区清澄白河                         |                    |                    |
| 264                | 5月21日            | 江口ともみ、山手線 駅から5分以内さんぽ                       | 田端駅                                 |                    |                    |
| 265                | 5月22日            | 江口ともみ、山手線 駅から5分以内さんぽ                       | 西日暮里                               |                    |                    |
| 266                | 5月23日            | 江口ともみ、山手線 駅から5分以内さんぽ                       | 鶯谷                                   |                    |                    |
| 267                | 5月24日            | 江口ともみ、山手線 駅から5分以内さんぽ                       | 御徒町                                 |                    |                    |
| 268                | 5月25日            | 江口ともみ、山手線 駅から5分以内さんぽ                       | 神田駅界隈                             |                    |                    |
| 269                | 5月28日            | 飯尾和樹、東横線5000歩さんぽ                                 | 田園調布                               |                    |                    |
| 270                | 5月29日            | 飯尾和樹、東横線5000歩さんぽ                                 | 多摩川                                 |                    |                    |
| 271                | 5月30日            | 飯尾和樹、東横線5000歩さんぽ                                 | 新丸子駅周辺                           |                    |                    |
| 272                | 5月31日            | 飯尾和樹、東横線5000歩さんぽ                                 | 元住吉駅周辺                           |                    |                    |
| 273                | 6月6日             | 渡辺正行、朝しか見られない光景さんぽ                         | 浅草周辺                               |                    |                    |
| 274                | 6月7日             | 渡辺正行、朝しか見られない光景さんぽ                         | 谷中・千駄木                           |                    |                    |
| 275                | 6月8日             | 渡辺正行、朝しか見られない光景さんぽ                         | 吉祥寺                                 |                    |                    |
| 276                | 6月11日            | 渡部陽一、新旧グルメさんぽ                                   | 神楽坂                                 |                    |                    |
| 277                | 6月12日            | 渡部陽一、新旧グルメさんぽ                                   | 恵比寿                                 |                    |                    |
| 278                | 6月13日            | 渡部陽一、新旧グルメさんぽ                                   | 麻布十番                               |                    |                    |
| 279                | 6月14日            | 渡部陽一、新旧グルメさんぽ                                   | 蒲田                                   |                    |                    |
| 280                | 6月15日            | 渡部陽一、新旧グルメさんぽ                                   | 赤坂                                   |                    |                    |
| 281                | 6月18日            | 太川陽介・藤吉久美子夫妻、江戸・昭和の名残さんぽ             | 日本橋                                 |                    |                    |
| 282                | 6月19日            | 太川陽介・藤吉久美子夫妻、江戸・昭和の名残さんぽ             | 日本橋                                 |                    |                    |
| 283                | 6月20日            | 太川陽介・藤吉久美子夫妻、江戸・昭和の名残さんぽ             | 日本橋                                 |                    |                    |
| 284                | 6月21日            | 太川陽介・藤吉久美子夫妻、江戸・昭和の名残さんぽ             | 新宿                                   |                    |                    |
| 285                | 6月22日            | 太川陽介・藤吉久美子夫妻、江戸・昭和の名残さんぽ             | 西麻布                                 |                    |                    |
| 286                | 6月25日            | 金子貴俊、都内の紫陽花さんぽ                                 | 鎌倉                                   |                    |                    |
| 287                | 6月26日            | 金子貴俊、都内の紫陽花さんぽ                                 | 鎌倉                                   |                    |                    |
| 288                | 6月27日            | 金子貴俊、都内の紫陽花さんぽ                                 | としまえん遊園地                       |                    |                    |
| 289                | 6月28日            | 金子貴俊、都内の紫陽花さんぽ                                 | 府中市郷土の森博物館                   |                    |                    |
| 290                | 6月29日            | 金子貴俊、都内の紫陽花さんぽ                                 | 高幡不動尊金剛寺                       |                    |                    |
| 291                | 7月2日             | 中山エミリ、人気が出そうな郊外さんぽ                         | 立川                                   |                    |                    |
| 292                | 7月3日             | 中山エミリ、人気が出そうな郊外さんぽ                         | 国立                                   |                    |                    |
| 293                | 7月4日             | 中山エミリ、人気が出そうな郊外さんぽ                         | 和光                                   |                    |                    |
| 294                | 7月5日             | 中山エミリ、人気が出そうな郊外さんぽ                         | 成増                                   |                    |                    |
| 295                | 7月6日             | 中山エミリ、人気が出そうな郊外さんぽ                         | 武蔵小杉                               |                    |                    |
| 296                | 7月9日             | 藤田朋子、昔のガイドブックさんぽ                             | 池袋                                   |                    |                    |
| 297                | 7月10日            | 藤田朋子、昔のガイドブックさんぽ                             | 池袋                                   |                    |                    |
| 298                | 7月11日            | 藤田朋子、昔のガイドブックさんぽ                             | 浅草                                   |                    |                    |
| 299                | 7月12日            | 藤田朋子、昔のガイドブックさんぽ                             | 神保町                                 |                    |                    |
| 300                | 7月13日            | 藤田朋子、昔のガイドブックさんぽ                             | 赤坂                                   |                    |                    |
| 301                | 7月16日            | 金子貴俊、京都・大阪 じゃないほうさんぽ                      | 京都                                   |                    |                    |
| 302                | 7月17日            | 金子貴俊、京都・大阪 じゃないほうさんぽ                      | 京都                                   |                    |                    |
| 303                | 7月18日            | 金子貴俊、京都・大阪 じゃないほうさんぽ                      | 京都                                   |                    |                    |
| 304                | 7月19日            | 金子貴俊、京都・大阪 じゃないほうさんぽ                      | 大阪                                   |                    |                    |
| 305                | 7月20日            | 金子貴俊、京都・大阪 じゃないほうさんぽ                      | 大阪                                   |                    |                    |
| 306                | 7月23日            | 益子直美、隅田川花火大会直前さんぽ                           | 隅田川花火大会                         |                    |                    |
| 307                | 7月24日            | 益子直美、隅田川花火大会直前さんぽ                           | 両国                                   |                    |                    |
| 308                | 7月25日            | 益子直美、隅田川花火大会直前さんぽ                           | 蔵前                                   |                    |                    |
| 309                | 7月26日            | 益子直美、隅田川花火大会直前さんぽ                           | 押上                                   |                    |                    |
| 310                | 7月27日            | 益子直美、隅田川花火大会直前さんぽ                           | 浅草                                   |                    |                    |
| 311                | 7月30日            | 渡辺徹、涼を求めてさんぽ                                     | 深大寺                                 |                    |                    |
| 312                | 7月31日            | 渡辺徹、涼を求めてさんぽ                                     | 旗の台〜洗足池                         |                    |                    |
| 313                | 8月1日             | 渡辺徹、涼を求めてさんぽ                                     | 林試の森/武蔵小山界隈                  |                    |                    |
| 314                | 8月2日             | 渡辺徹、涼を求めてさんぽ                                     | 檜原村                                 |                    |                    |
| 315                | 8月3日             | 渡辺徹、涼を求めてさんぽ                                     | 奥多摩駅〜奥多摩湖                     |                    |                    |
| 316                | 8月6日             | 渡辺正行、軽井沢・奥日光 避暑地さんぽ                        | 旧・軽井沢エリア                       |                    |                    |
| 317                | 8月7日             | 渡辺正行、軽井沢・奥日光 避暑地さんぽ                        | 中軽井沢・南軽井沢                     |                    |                    |
| 318                | 8月8日             | 渡辺正行、軽井沢・奥日光 避暑地さんぽ                        | 北軽井沢                               |                    |                    |
| 319                | 8月9日             | 渡辺正行、軽井沢・奥日光 避暑地さんぽ                        | 奥日光                                 |                    |                    |
| 320                | 8月10日            | 渡辺正行、軽井沢・奥日光 避暑地さんぽ                        | 日光                                   |                    |                    |
| 321                | 8月13日            | 藤吉久美子、これから行ける祭りのある街さんぽ                 | 高円寺 阿波踊り                        |                    |                    |
| 322                | 8月14日            | 藤吉久美子、これから行ける祭りのある街さんぽ                 | 座間市 ひまわりまつり                  |                    |                    |
| 323                | 8月15日            | 藤吉久美子、これから行ける祭りのある街さんぽ                 | 大井町 どんたく夏祭り                  |                    |                    |
| 324                | 8月16日            | 藤吉久美子、これから行ける祭りのある街さんぽ                 | 六会日大前駅 湘南ねぶた祭り            |                    |                    |
| 325                | 8月17日            | 藤吉久美子、これから行ける祭りのある街さんぽ                 | 千葉市 親子三代夏祭り                  |                    |                    |
| 326                | 8月20日            | 渡部陽一、山手線 駅から5分さんぽ                             | 有楽町駅                               |                    |                    |
| 327                | 8月21日            | 渡部陽一、山手線 駅から5分さんぽ                             | 新橋駅                                 |                    |                    |
| 328                | 8月22日            | 渡部陽一、山手線 駅から5分さんぽ                             | 浜松町駅                               |                    |                    |
| 329                | 8月23日            | 渡部陽一、山手線 駅から5分さんぽ                             | 田町駅                                 |                    |                    |
| 330                | 8月24日            | 渡部陽一、山手線 駅から5分さんぽ                             | 大崎駅                                 |                    |                    |
| 331                | 8月27日            | 中山エミリ、皇居&新宿御苑一周さんぽ                          | 皇居                                   |                    |                    |
| 332                | 8月28日            | 中山エミリ、皇居&新宿御苑一周さんぽ                          | 皇居                                   |                    |                    |
| 333                | 8月29日            | 中山エミリ、皇居&新宿御苑一周さんぽ                          | 皇居                                   |                    |                    |
| 334                | 8月30日            | 中山エミリ、皇居&新宿御苑一周さんぽ                          | 新宿御苑                               |                    |                    |
| 335                | 8月31日            | 中山エミリ、皇居&新宿御苑一周さんぽ                          | 新宿御苑                               |                    |                    |
| 336                | 9月3日             | 金子貴俊、中央区さんぽ                                       | 京橋・八丁堀周辺                       |                    |                    |
| 337                | 9月4日             | 金子貴俊、中央区さんぽ                                       | 月島                                   |                    |                    |
| 338                | 9月5日             | 金子貴俊、中央区さんぽ                                       | 勝どき                                 |                    |                    |
| 339                | 9月6日             | 金子貴俊、中央区さんぽ                                       | 日本橋馬喰町                           |                    |                    |
| 340                | 9月7日             | 金子貴俊、中央区さんぽ                                       | 新富町                                 |                    |                    |
| 341                | 9月10日            | IMALU、京浜急行沿線5000歩さんぽ                              | 北品川駅                               |                    |                    |
| 342                | 9月11日            | IMALU、京浜急行沿線5000歩さんぽ                              | 青物横丁駅                             |                    |                    |
| 343                | 9月12日            | IMALU、京浜急行沿線5000歩さんぽ                              | 梅屋敷駅                               |                    |                    |
| 344                | 9月13日            | IMALU、京浜急行沿線5000歩さんぽ                              | 雑色駅                                 |                    |                    |
| 345                | 9月14日            | IMALU、京浜急行沿線5000歩さんぽ                              | 大鳥居駅                               |                    |                    |
| 346                | 9月17日            | 藤田朋子、秋に行きたい街さんぽ                               | 長瀞                                   |                    |                    |
| 347                | 9月18日            | 藤田朋子、秋に行きたい街さんぽ                               | 秩父                                   |                    |                    |
| 348                | 9月19日            | 藤田朋子、秋に行きたい街さんぽ                               | 秩父                                   |                    |                    |
| 349                | 9月20日            | 藤田朋子、秋に行きたい街さんぽ                               | 熊谷                                   |                    |                    |
| 350                | 9月21日            | 藤田朋子、秋に行きたい街さんぽ                               | 蕨市                                   |                    |                    |
| 351                | 9月24日            | 渡辺正行、神奈川&群馬 人気の観光地さんぽ                     | 神奈川県・小田原                       |                    |                    |
| 352                | 9月25日            | 渡辺正行、神奈川&群馬 人気の観光地さんぽ                     | 神奈川県・小田原                       |                    |                    |
| 353                | 9月26日            | 渡辺正行、神奈川&群馬 人気の観光地さんぽ                     | 群馬県・水上温泉                       |                    |                    |
| 354                | 9月27日            | 渡辺正行、神奈川&群馬 人気の観光地さんぽ                     | 群馬県・猿ヶ京                         |                    |                    |
| 355                | 9月28日            | 渡辺正行、神奈川&群馬 人気の観光地さんぽ                     | 群馬県・沼田                           |                    |                    |
| 356                | 10月1日            | 渡部陽一、一日一区さんぽ                                     | 足立区                                 |                    |                    |
| 357                | 10月2日            | 渡部陽一、一日一区さんぽ                                     | 荒川区                                 |                    |                    |
| 358                | 10月3日            | 渡部陽一、一日一区さんぽ                                     | 板橋区                                 |                    |                    |
| 359                | 10月4日            | 渡部陽一、一日一区さんぽ                                     | 江戸川区                               |                    |                    |
| 360                | 10月5日            | 渡部陽一、一日一区さんぽ                                     | 大田区                                 |                    |                    |
| 361                | 10月8日            | 中山エミリ、一日一区さんぽ 2週目                             | 葛飾区                                 |                    |                    |
| 362                | 10月9日            | 中山エミリ、一日一区さんぽ 2週目                             | 北区                                   |                    |                    |
| 363                | 10月10日           | 中山エミリ、一日一区さんぽ 2週目                             | 江東区                                 |                    |                    |
| 364                | 10月11日           | 中山エミリ、一日一区さんぽ 2週目                             | 品川区                                 |                    |                    |
| 365                | 10月12日           | 中山エミリ、一日一区さんぽ 2週目                             | 渋谷区                                 |                    |                    |
| 366                | 10月15日           | 金子貴俊、一日一区さんぽ 3週目                               | 新宿区                                 |                    |                    |
| 367                | 10月16日           | 金子貴俊、一日一区さんぽ 3週目                               | 杉並区                                 |                    |                    |
| 368                | 10月17日           | 金子貴俊、一日一区さんぽ 3週目                               | 墨田区                                 |                    |                    |
| 369                | 10月18日           | 金子貴俊、一日一区さんぽ 3週目                               | 世田谷区                               |                    |                    |
| 370                | 10月19日           | 金子貴俊、一日一区さんぽ 3週目                               | 台東区                                 |                    |                    |
| 371                | 10月22日           | 渡辺正行、一日一区さんぽ 4週目                               | 中央区                                 |                    |                    |
| 372                | 10月23日           | 渡辺正行、一日一区さんぽ 4週目                               | 千代田区                               |                    |                    |
| 373                | 10月24日           | 渡辺正行、一日一区さんぽ 4週目                               | 豊島区                                 |                    |                    |
| 374                | 10月25日           | 渡辺正行、一日一区さんぽ 4週目                               | 中野区                                 |                    |                    |
| 375                | 10月26日           | 渡辺正行、一日一区さんぽ 4週目                               | 練馬区                                 |                    |                    |
| 376                | 10月29日           | 藤田朋子、一日一区さんぽ 完結編&イチョウが綺麗な街さんぽ     | 文京区                                 |                    |                    |
| 377                | 10月30日           | 藤田朋子、一日一区さんぽ 完結編&イチョウが綺麗な街さんぽ     | 港区                                   |                    |                    |
| 378                | 10月31日           | 藤田朋子、一日一区さんぽ 完結編&イチョウが綺麗な街さんぽ     | 目黒区                                 |                    |                    |
| 379                | 11月1日            | 藤田朋子、一日一区さんぽ 完結編&イチョウが綺麗な街さんぽ     | 立川市                                 |                    |                    |
| 380                | 11月2日            | 藤田朋子、一日一区さんぽ 完結編&イチョウが綺麗な街さんぽ     | 八王子市                               |                    |                    |
| 381                | 11月5日            | IMALU、思い出の地さんぽ                                      | 自由が丘                               |                    |                    |
| 382                | 11月6日            | IMALU、思い出の地さんぽ                                      | 二子玉川                               |                    |                    |
| 383                | 11月7日            | IMALU、思い出の地さんぽ                                      | 桜新町                                 |                    |                    |
| 384                | 11月8日            | IMALU、思い出の地さんぽ                                      | みなとみらい                           |                    |                    |
| 385                | 11月9日            | IMALU、思い出の地さんぽ                                      | 元町                                   |                    |                    |
| 386                | 11月12日           | 金子貴俊、都内の紅葉スポットぐるり一周さんぽ                 | 明治神宮外苑                           |                    |                    |
| 387                | 11月13日           | 金子貴俊、都内の紅葉スポットぐるり一周さんぽ                 | 明治神宮外苑                           |                    |                    |
| 388                | 11月14日           | 金子貴俊、都内の紅葉スポットぐるり一周さんぽ                 | 代々木公園                             |                    |                    |
| 389                | 11月16日           | 金子貴俊、都内の紅葉スポットぐるり一周さんぽ                 | 代々木公園                             |                    |                    |
| 390                | 11月17日           | 金子貴俊、都内の紅葉スポットぐるり一周さんぽ                 | 代々木公園                             |                    |                    |
| 391                | 11月19日           | 渡部陽一、日帰りで行ける関東近郊さんぽ                       | 伊香保温泉                             |                    |                    |
| 392                | 11月20日           | 渡部陽一、日帰りで行ける関東近郊さんぽ                       | 甲府                                   |                    |                    |
| 393                | 11月21日           | 渡部陽一、日帰りで行ける関東近郊さんぽ                       | 山梨県笛吹市                           |                    |                    |
| 394                | 11月22日           | 渡部陽一、日帰りで行ける関東近郊さんぽ                       | 栃木県足利市                           |                    |                    |
| 395                | 11月23日           | 渡部陽一、日帰りで行ける関東近郊さんぽ                       | 栃木市                                 |                    |                    |
| 396                | 11月26日           | 渡辺正行、冬に行きたい西伊豆さんぽ                           | 戸田                                   |                    |                    |
| 397                | 11月27日           | 渡辺正行、冬に行きたい西伊豆さんぽ                           | 堂ヶ島                                 |                    |                    |
| 398                | 11月28日           | 渡辺正行、冬に行きたい西伊豆さんぽ                           | 伊豆長岡                               |                    |                    |
| 399                | 11月29日           | 渡辺正行、冬に行きたい西伊豆さんぽ                           | 土肥                                   |                    |                    |
| 400                | 11月30日           | 渡辺正行、冬に行きたい西伊豆さんぽ                           | 土肥                                   |                    |                    |
| 401                | 12月3日            | 中山エミリ、平成で話題になった街さんぽ                       | 鎌倉                                   |                    |                    |
| 402                | 12月4日            | 中山エミリ、平成で話題になった街さんぽ                       | 芝浦                                   |                    |                    |
| 403                | 12月5日            | 中山エミリ、平成で話題になった街さんぽ                       | 横浜市網島                             |                    |                    |
| 404                | 12月6日            | 中山エミリ、平成で話題になった街さんぽ                       | 新大久保                               |                    |                    |
| 405                | 12月7日            | 中山エミリ、平成で話題になった街さんぽ                       | 千葉市                                 |                    |                    |
| 406                | 12月10日           | 藤田朋子、年末 活気がある街さんぽ                            | 豊洲市場                               |                    |                    |
| 407                | 12月11日           | 藤田朋子、年末 活気がある街さんぽ                            | 上野                                   |                    |                    |
| 408                | 12月12日           | 藤田朋子、年末 活気がある街さんぽ                            | よみうりランド                         |                    |                    |
| 409                | 12月13日           | 藤田朋子、年末 活気がある街さんぽ                            | 越谷レイクタウン周辺                   |                    |                    |
| 410                | 12月14日           | 藤田朋子、年末 活気がある街さんぽ                            | 新三郷                                 |                    |                    |
| 411                | 12月17日           | 安田美沙子、山手線 徒歩5分さんぽ                             | 五反田駅周辺                           |                    |                    |
| 412                | 12月18日           | 安田美沙子、山手線 徒歩5分さんぽ                             | 目黒駅周辺                             |                    |                    |
| 413                | 12月19日           | 安田美沙子、山手線 徒歩5分さんぽ                             | 恵比寿駅周辺                           |                    |                    |
| 414                | 12月20日           | 安田美沙子、山手線 徒歩5分さんぽ                             | 代々木駅周辺                           |                    |                    |
| 415                | 12月21日           | 安田美沙子、山手線 徒歩5分さんぽ                             | 高田馬場駅周辺                         |                    |                    |
| 416                | 12月24日           | 渡辺正行、絶景!初日の出さんぽ                                | 箱根・芦ノ湖周辺                       |                    |                    |
| 417                | 12月25日           | 渡辺正行、絶景!初日の出さんぽ                                | 横浜・馬車道                           |                    |                    |
| 418                | 12月26日           | 渡辺正行、絶景!初日の出さんぽ                                | 西葛西                                 |                    |                    |
| 419                | 12月27日           | 渡辺正行、絶景!初日の出さんぽ                                | 浜松町周辺                             |                    |                    |

| 2019年（平成31年→令和元年） | 2019年（平成31年→令和元年） | 2019年（平成31年→令和元年）                                   | 2019年（平成31年→令和元年）   | 2019年（平成31年→令和元年） | 2019年（平成31年→令和元年） |
| 回                          | 放送日                      | 旅人、週間テーマ                                              | サブタイトル                  | 来訪地施設                  | 備考                        |
| --------------------------- | --------------------------- | ------------------------------------------------------------- | ----------------------------- | --------------------------- | --------------------------- |
| 420                         | 1月7日                      | 渡辺徹、冬の絶景 俳句さんぽ                                   | 江東区深川                    |                             |                             |
| 421                         | 1月8日                      | 渡辺徹、冬の絶景 俳句さんぽ                                   | 炎天寺                        |                             |                             |
| 422                         | 1月9日                      | 渡辺徹、冬の絶景 俳句さんぽ                                   | 草加松原界隈                  |                             |                             |
| 423                         | 1月10日                     | 渡辺徹、冬の絶景 俳句さんぽ                                   | 三浦市                        |                             |                             |
| 424                         | 1月11日                     | 渡辺徹、冬の絶景 俳句さんぽ                                   | 三崎から城ヶ島                |                             |                             |
| 425                         | 1月14日                     | 梅田彩佳、秩父札所巡りさんぽ                                  | 一番札所                      |                             |                             |
| 426                         | 1月15日                     | 梅田彩佳、秩父札所巡りさんぽ                                  | 十一番札所                    |                             |                             |
| 427                         | 1月16日                     | 梅田彩佳、秩父札所巡りさんぽ                                  | 秩父ミューズパーク            |                             |                             |
| 428                         | 1月17日                     | 梅田彩佳、秩父札所巡りさんぽ                                  | 影森駅                        |                             |                             |
| 429                         | 1月18日                     | 梅田彩佳、秩父札所巡りさんぽ                                  | 秩父                          |                             |                             |
| 430                         | 1月21日                     | 金子貴俊、千円で入れる源泉掛け流しさんぽ                      | 板橋仲宿周辺                  |                             |                             |
| 431                         | 1月22日                     | 金子貴俊、千円で入れる源泉掛け流しさんぽ                      | 大宮駅周辺                    |                             |                             |
| 432                         | 1月23日                     | 金子貴俊、千円で入れる源泉掛け流しさんぽ                      | 神奈川県鷺沼周辺              |                             |                             |
| 433                         | 1月24日                     | 金子貴俊、千円で入れる源泉掛け流しさんぽ                      | 鶴巻温泉周辺                  |                             |                             |
| 434                         | 1月25日                     | 金子貴俊、千円で入れる源泉掛け流しさんぽ                      | 本厚木駅周辺〜七沢            |                             |                             |
| 435                         | 1月28日                     | IMALU、縁起がいい街さんぽ                                     | 成田山新勝寺周辺              |                             |                             |
| 436                         | 1月29日                     | IMALU、縁起がいい街さんぽ                                     | 護国寺                        |                             |                             |
| 437                         | 1月30日                     | IMALU、縁起がいい街さんぽ                                     | 大田区・池上本門寺            |                             |                             |
| 438                         | 1月31日                     | IMALU、縁起がいい街さんぽ                                     | 川崎大師周辺                  |                             |                             |
| 439                         | 2月1日                      | IMALU、縁起がいい街さんぽ                                     | 川崎駅周辺 川崎大師           |                             |                             |
| 440                         | 2月4日                      | 渡部陽一、2月が旬な街さんぽ                                   | 横浜中華街 前編               |                             |                             |
| 441                         | 2月5日                      | 渡部陽一、2月が旬な街さんぽ                                   | 横浜中華街 後編               |                             |                             |
| 442                         | 2月6日                      | 渡部陽一、2月が旬な街さんぽ                                   | 茨城県 大洗                   |                             |                             |
| 443                         | 2月7日                      | 渡部陽一、2月が旬な街さんぽ                                   | 茨城県 つくば市               |                             |                             |
| 444                         | 2月8日                      | 渡部陽一、2月が旬な街さんぽ                                   | 土浦                          |                             |                             |
| 445                         | 2月11日                     | 中山エミリ、花のある町さんぽ                                  | 伊豆・河津町                  |                             |                             |
| 446                         | 2月12日                     | 中山エミリ、花のある町さんぽ                                  | 熱海公園 梅まつり             |                             |                             |
| 447                         | 2月13日                     | 中山エミリ、花のある町さんぽ                                  | 神奈川県 松田町               |                             |                             |
| 448                         | 2月14日                     | 中山エミリ、花のある町さんぽ                                  | 小室山公園 つばき園           |                             |                             |
| 449                         | 2月15日                     | 中山エミリ、花のある町さんぽ                                  | 湯河原                        |                             |                             |
| 450                         | 2月18日                     | 藤田朋子、春間近の俳句さんぽ                                  | 湯島                          |                             |                             |
| 451                         | 2月19日                     | 藤田朋子、春間近の俳句さんぽ                                  | 江東区 大島                   |                             |                             |
| 452                         | 2月20日                     | 藤田朋子、春間近の俳句さんぽ                                  | 正岡子規ゆかりの地            |                             |                             |
| 453                         | 2月21日                     | 藤田朋子、春間近の俳句さんぽ                                  | 千代田区 ニコライ堂           |                             |                             |
| 454                         | 2月22日                     | 藤田朋子、春間近の俳句さんぽ                                  | 駒場東大前                    |                             |                             |
| 455                         | 2月25日                     | 渡辺正行、〇〇じゃない方さんぽ                                | 浅草                          |                             |                             |
| 456                         | 2月26日                     | 渡辺正行、〇〇じゃない方さんぽ                                | 築地                          |                             |                             |
| 457                         | 2月27日                     | 渡辺正行、〇〇じゃない方さんぽ                                | 秋葉原                        |                             |                             |
| 458                         | 2月28日                     | 渡辺正行、〇〇じゃない方さんぽ                                | 月島                          |                             |                             |
| 459                         | 3月1日                      | 渡辺正行、〇〇じゃない方さんぽ                                | 原宿                          |                             |                             |
| 460                         | 3月4日                      | 鈴木拓・祥子、春の房総半島絶景さんぽ                          | 南房総市                      |                             |                             |
| 461                         | 3月5日                      | 鈴木拓・祥子、春の房総半島絶景さんぽ                          | 君津市                        |                             |                             |
| 462                         | 3月6日                      | 鈴木拓・祥子、春の房総半島絶景さんぽ                          | 冨津市〜舘南町                |                             |                             |
| 463                         | 3月7日                      | 鈴木拓・祥子、春の房総半島絶景さんぽ                          | 木更津市                      |                             |                             |
| 464                         | 3月8日                      | 鈴木拓・祥子、春の房総半島絶景さんぽ                          | 館山市                        |                             |                             |
| 465                         | 3月11日                     | 太川陽介、京都・大阪 世界的名所一周さんぽ                     | 京都「二条城」                |                             |                             |
| 466                         | 3月12日                     | 太川陽介、京都・大阪 世界的名所一周さんぽ                     | 京都・宇治「平等院鳳凰堂」    |                             |                             |
| 467                         | 3月13日                     | 太川陽介、京都・大阪 世界的名所一周さんぽ                     | 京都「下鴨神社」              |                             |                             |
| 468                         | 3月14日                     | 太川陽介、京都・大阪 世界的名所一周さんぽ                     | 大阪「大阪城」                |                             |                             |
| 469                         | 3月15日                     | 太川陽介、京都・大阪 世界的名所一周さんぽ                     | 大阪「通天閣」                |                             |                             |
| 470                         | 3月18日                     | アグネス・チャン、東京・神奈川 ちょっと変わった駅名の街さんぽ | 東急大井町線「九品仏駅」      |                             |                             |
| 471                         | 3月19日                     | アグネス・チャン、東京・神奈川 ちょっと変わった駅名の街さんぽ | 葛飾区「お花茶屋駅」          |                             |                             |
| 472                         | 3月20日                     | アグネス・チャン、東京・神奈川 ちょっと変わった駅名の街さんぽ | 京浜急行線「花月園前駅」      |                             |                             |
| 473                         | 3月21日                     | アグネス・チャン、東京・神奈川 ちょっと変わった駅名の街さんぽ | 京浜急行線「仲木戸駅」        |                             |                             |
| 474                         | 3月22日                     | アグネス・チャン、東京・神奈川 ちょっと変わった駅名の街さんぽ | JR南武線「谷保駅」            |                             |                             |
| 475                         | 3月25日                     | 山下真司、再開発で盛り上げる街さんぽ                          | 高輪ゲートウェイ駅            |                             |                             |
| 476                         | 3月26日                     | 山下真司、再開発で盛り上げる街さんぽ                          | 渋谷区千駄ヶ谷                |                             |                             |
| 477                         | 3月27日                     | 山下真司、再開発で盛り上げる街さんぽ                          | 港区虎ノ門                    |                             |                             |
| 478                         | 3月28日                     | 山下真司、再開発で盛り上げる街さんぽ                          | 葛飾区立石                    |                             |                             |
| 479                         | 3月29日                     | 山下真司、再開発で盛り上げる街さんぽ                          | 葛飾区金町                    |                             |                             |
| 480                         | 4月1日                      | 金子貴俊、一度は見たい桜の名所さんぽ                          | 桜新町駅周辺                  |                             |                             |
| 481                         | 4月2日                      | 金子貴俊、一度は見たい桜の名所さんぽ                          | 埼玉県幸手市                  |                             |                             |
| 482                         | 4月3日                      | 金子貴俊、一度は見たい桜の名所さんぽ                          | 埼玉県北本市                  |                             |                             |
| 483                         | 4月4日                      | 金子貴俊、一度は見たい桜の名所さんぽ                          | 福島県喜多方市                |                             |                             |
| 484                         | 4月5日                      | 金子貴俊、一度は見たい桜の名所さんぽ                          | 福島県三春町                  |                             |                             |
| 485                         | 4月8日                      | 深川麻衣、都内近郊の川沿いさんぽ                              | 目黒川沿い                    |                             |                             |
| 486                         | 4月9日                      | 深川麻衣、都内近郊の川沿いさんぽ                              | 旧江戸川沿い                  |                             |                             |
| 487                         | 4月10日                     | 深川麻衣、都内近郊の川沿いさんぽ                              | 横十間川沿い                  |                             |                             |
| 488                         | 4月11日                     | 深川麻衣、都内近郊の川沿いさんぽ                              | 日本橋川沿い                  |                             |                             |
| 489                         | 4月12日                     | 深川麻衣、都内近郊の川沿いさんぽ                              | 石神井川沿い                  |                             |                             |
| 490                         | 4月15日                     | IMALU、平成で話題になった街さんぽ                             | 渋谷                          |                             |                             |
| 491                         | 4月16日                     | IMALU、平成で話題になった街さんぽ                             | 新横浜                        |                             |                             |
| 492                         | 4月17日                     | IMALU、平成で話題になった街さんぽ                             | 幕張                          |                             |                             |
| 493                         | 4月18日                     | IMALU、平成で話題になった街さんぽ                             | 目白                          |                             |                             |
| 494                         | 4月19日                     | IMALU、平成で話題になった街さんぽ                             | 国分寺                        |                             |                             |
| 495                         | 4月22日                     | 渡辺正行、皇居周辺の街さんぽ                                  | 皇居外苑〜日比谷              |                             |                             |
| 496                         | 4月23日                     | 渡辺正行、皇居周辺の街さんぽ                                  | 竹林〜神保町                  |                             |                             |
| 497                         | 4月24日                     | 渡辺正行、皇居周辺の街さんぽ                                  | 九段下周辺                    |                             |                             |
| 498                         | 4月25日                     | 渡辺正行、皇居周辺の街さんぽ                                  | 大手門〜大手町周辺            |                             |                             |
| 499                         | 4月26日                     | 渡辺正行、皇居周辺の街さんぽ                                  | 半蔵門                        |                             |                             |
| 500                         | 4月29日                     | 渡部陽一、GWで賑わう街さんぽ                                  | 茨城県ひたちなか市            |                             |                             |
| 501                         | 4月30日                     | 渡部陽一、GWで賑わう街さんぽ                                  | 茨城県水戸市                  |                             |                             |
| 502                         | 5月1日                      | 渡部陽一、GWで賑わう街さんぽ                                  | 駒込                          |                             |                             |
| 503                         | 5月2日                      | 渡部陽一、GWで賑わう街さんぽ                                  | 群馬県高崎市                  |                             |                             |
| 504                         | 5月3日                      | 渡部陽一、GWで賑わう街さんぽ                                  | 群馬県前橋市                  |                             |                             |
| 505                         | 5月6日                      | 梅田彩佳、秩父札所巡りさんぽ 第6弾                            | 十番〜十三番                  |                             |                             |
| 506                         | 5月7日                      | 梅田彩佳、秩父札所巡りさんぽ 第6弾                            | 四番〜九番                    |                             |                             |
| 507                         | 5月8日                      | 梅田彩佳、秩父札所巡りさんぽ 第6弾                            | 御花畑駅〜十五番・十四番      |                             |                             |
| 508                         | 5月9日                      | 梅田彩佳、秩父札所巡りさんぽ 第6弾                            | 八番・九番                    |                             |                             |
| 509                         | 5月10日                     | 梅田彩佳、秩父札所巡りさんぽ 第6弾                            | 二十八番・二十九番            |                             |                             |
| 510                         | 5月13日                     | 渡辺徹、都内近辺の川沿い草花さんぽ                            | 目黒周辺                      |                             |                             |
| 511                         | 5月14日                     | 渡辺徹、都内近辺の川沿い草花さんぽ                            | 六本木周辺                    |                             |                             |
| 512                         | 5月15日                     | 渡辺徹、都内近辺の川沿い草花さんぽ                            | 神田川沿い                    |                             |                             |
| 513                         | 5月16日                     | 渡辺徹、都内近辺の川沿い草花さんぽ                            | 野川                          |                             |                             |
| 514                         | 5月17日                     | 渡辺徹、都内近辺の川沿い草花さんぽ                            | 旧中川沿い                    |                             |                             |
| 515                         | 5月21日                     | 中山エミリ・島田秀平、開運の達人と行くご利益さんぽ            | 原宿・明治神宮周辺            |                             |                             |
| 516                         | 5月22日                     | 中山エミリ・島田秀平、開運の達人と行くご利益さんぽ            | 渋谷区代々木八幡周辺          |                             |                             |
| 517                         | 5月23日                     | 中山エミリ・島田秀平、開運の達人と行くご利益さんぽ            | 世田谷区豪徳寺周辺            |                             |                             |
| 518                         | 5月24日                     | 中山エミリ・島田秀平、開運の達人と行くご利益さんぽ            | 葛飾区亀有                    |                             |                             |
| 519                         | 5月27日                     | 藤田朋子、〇〇じゃない方さんぽ                                | さいたまスーパーアリーナ 前編 |                             |                             |
| 520                         | 5月28日                     | 藤田朋子、〇〇じゃない方さんぽ                                | さいたまスーパーアリーナ 後編 |                             |                             |
| 521                         | 5月29日                     | 藤田朋子、〇〇じゃない方さんぽ                                | 戸越銀座商店街                |                             |                             |
| 522                         | 5月30日                     | 藤田朋子、〇〇じゃない方さんぽ                                | 自由が丘                      |                             |                             |
| 523                         | 6月4日                      | 藤吉久美子、頑張る街さんぽ                                    | 千葉県船橋市                  |                             |                             |
| 524                         | 6月5日                      | 藤吉久美子、頑張る街さんぽ                                    | 千葉県習志野市                |                             |                             |
| 525                         | 6月6日                      | 藤吉久美子、頑張る街さんぽ                                    | 栃木県宇都宮市                |                             |                             |
| 526                         | 6月7日                      | 藤吉久美子、頑張る街さんぽ                                    | 栃木県大田原市                |                             |                             |
| 527                         | 6月10日                     | 渡辺正行、〇〇が多い街さんぽ                                  | さいたま市                    |                             |                             |
| 528                         | 6月11日                     | 渡辺正行、〇〇が多い街さんぽ                                  | さいたま市浦和                |                             |                             |
| 529                         | 6月12日                     | 渡辺正行、〇〇が多い街さんぽ                                  | 北区王子                      |                             |                             |
| 530                         | 6月13日                     | 渡辺正行、〇〇が多い街さんぽ                                  | 目白                          |                             |                             |
| 531                         | 6月14日                     | 渡辺正行、〇〇が多い街さんぽ                                  | 小金井                        |                             |                             |
| 532                         | 6月17日                     | 金子貴俊、紫陽花が綺麗な街さんぽ                              | 長谷駅周辺                    |                             |                             |
| 533                         | 6月18日                     | 金子貴俊、紫陽花が綺麗な街さんぽ                              | 鎌倉                          |                             |                             |
| 534                         | 6月19日                     | 金子貴俊、紫陽花が綺麗な街さんぽ                              | 北鎌倉周辺                    |                             |                             |
| 535                         | 6月20日                     | 金子貴俊、紫陽花が綺麗な街さんぽ                              | 文京区 白山神社周辺           |                             |                             |
| 536                         | 6月21日                     | 金子貴俊、紫陽花が綺麗な街さんぽ                              | 台東区 浅草                   |                             |                             |
| 537                         | 6月24日                     | IMALU、初夏の花めぐりさんぽ                                   | 北綾瀬駅周辺                  |                             |                             |
| 538                         | 6月25日                     | IMALU、初夏の花めぐりさんぽ                                   | 東京都 町田                   |                             |                             |
| 539                         | 6月26日                     | IMALU、初夏の花めぐりさんぽ                                   | 大船                          |                             |                             |
| 540                         | 6月27日                     | IMALU、初夏の花めぐりさんぽ                                   | 行田                          |                             |                             |
| 541                         | 6月28日                     | IMALU、初夏の花めぐりさんぽ                                   | 久喜                          |                             |                             |
| 542                         | 7月1日                      | 渡部陽一、夏の風物詩がある街さんぽ                            | 下町七夕祭り                  |                             |                             |
| 543                         | 7月2日                      | 渡部陽一、夏の風物詩がある街さんぽ                            | ほおづき市、朝顔祭り          |                             |                             |
| 544                         | 7月3日                      | 渡部陽一、夏の風物詩がある街さんぽ                            | 深谷市七夕祭り                |                             |                             |
| 545                         | 7月4日                      | 渡部陽一、夏の風物詩がある街さんぽ                            | 平塚 日本三大七夕祭り・前編   |                             |                             |
| 546                         | 7月5日                      | 渡部陽一、夏の風物詩がある街さんぽ                            | 平塚 日本三大七夕祭り・後編   |                             |                             |
| 547                         | 7月8日                      | 中山エミリ、港がある街さんぽ                                  | 千葉県 銚子                   |                             |                             |
| 548                         | 7月9日                      | 中山エミリ、港がある街さんぽ                                  | 神奈川県 小田原漁港周辺       |                             |                             |
| 549                         | 7月10日                     | 中山エミリ、港がある街さんぽ                                  | 神奈川県 真鶴漁港周辺         |                             |                             |
| 550                         | 7月11日                     | 中山エミリ、港がある街さんぽ                                  | 柴漁港周辺                    |                             |                             |
| 551                         | 7月12日                     | 中山エミリ、港がある街さんぽ                                  | 茨城県 鹿嶋漁港周辺           |                             |                             |
| 552                         | 7月15日                     | 荻原次晴、この夏が旬の街さんぽ                                | 江戸川区 葛西周辺             |                             |                             |
| 553                         | 7月16日                     | 荻原次晴、この夏が旬の街さんぽ                                | 中央区 晴海・勝どき           |                             |                             |
| 554                         | 7月17日                     | 荻原次晴、この夏が旬の街さんぽ                                | 江東区 有明                   |                             |                             |
| 555                         | 7月18日                     | 荻原次晴、この夏が旬の街さんぽ                                | 神宮外苑周辺                  |                             |                             |
| 556                         | 7月19日                     | 荻原次晴、この夏が旬の街さんぽ                                | 千葉県 海浜幕張周辺           |                             |                             |
| 557                         | 7月22日                     | 梅田彩佳、隅田川花火大会さんぽ                                | 葛飾区 四ツ木                 |                             |                             |
| 558                         | 7月23日                     | 梅田彩佳、隅田川花火大会さんぽ                                | 墨田区 向島                   |                             |                             |
| 559                         | 7月24日                     | 梅田彩佳、隅田川花火大会さんぽ                                | 台東区 浅草I                  |                             |                             |
| 560                         | 7月25日                     | 梅田彩佳、隅田川花火大会さんぽ                                | 台東区 鳥越                   |                             |                             |
| 561                         | 7月26日                     | 梅田彩佳、隅田川花火大会さんぽ                                | 台東区 浅草II                 |                             |                             |
| 562                         | 7月29日                     | 太川陽介、涼しげな風景がある街さんぽ                          | 馬籠宿                        |                             |                             |
| 563                         | 7月30日                     | 太川陽介、涼しげな風景がある街さんぽ                          | 妻籠宿                        |                             |                             |
| 564                         | 7月31日                     | 太川陽介、涼しげな風景がある街さんぽ                          | 松本                          |                             |                             |
| 565                         | 8月1日                      | 太川陽介、涼しげな風景がある街さんぽ                          | 諏訪湖                        |                             |                             |
| 566                         | 8月2日                      | 太川陽介、涼しげな風景がある街さんぽ                          | 白樺湖                        |                             |                             |
| 567                         | 8月5日                      | 藤田朋子、夏祭りのある街さんぽ                                | 阿佐谷七夕まつり              |                             |                             |
| 568                         | 8月6日                      | 藤田朋子、夏祭りのある街さんぽ                                | 三嶋大祭り                    |                             |                             |
| 569                         | 8月7日                      | 藤田朋子、夏祭りのある街さんぽ                                | 熱海の花火                    |                             |                             |
| 570                         | 8月8日                      | 藤田朋子、夏祭りのある街さんぽ                                | 山中湖周辺                    |                             |                             |
| 571                         | 8月9日                      | 藤田朋子、夏祭りのある街さんぽ                                | 羽衣ねぶた祭・立川            |                             |                             |
| 572                         | 8月12日                     | 寺島進・磯野貴理子、涼を求めてさんぽ                          | 調布市・深大寺                |                             |                             |
| 573                         | 8月13日                     | 寺島進・磯野貴理子、涼を求めてさんぽ                          | 世田谷・等々力渓谷周辺        |                             |                             |
| 574                         | 8月14日                     | 寺島進・磯野貴理子、涼を求めてさんぽ                          | 六本木                        |                             |                             |
| 575                         | 8月15日                     | 寺島進・磯野貴理子、涼を求めてさんぽ                          | 下町・谷中                    |                             |                             |
| 576                         | 8月16日                     | 寺島進・磯野貴理子、涼を求めてさんぽ                          | 向島・押上                    |                             |                             |
| 577                         | 8月19日                     | 渡辺正行、神田川源流までさんぽ                                | 両国橋                        |                             |                             |
| 578                         | 8月20日                     | 渡辺正行、神田川源流までさんぽ                                | 飯田橋                        |                             |                             |
| 579                         | 8月21日                     | 渡辺正行、神田川源流までさんぽ                                | 中流付近                      |                             |                             |
| 580                         | 8月22日                     | 渡辺正行、神田川源流までさんぽ                                | 住宅街                        |                             |                             |
| 581                         | 8月23日                     | 渡辺正行、神田川源流までさんぽ                                | 源流                          |                             |                             |
| 582                         | 8月26日                     | 金子貴俊、夏の終わりの絶景さんぽ                              | 静岡・城ヶ崎海岸              |                             |                             |
| 583                         | 8月27日                     | 金子貴俊、夏の終わりの絶景さんぽ                              | 伊東の朝                      |                             |                             |
| 584                         | 8月28日                     | 金子貴俊、夏の終わりの絶景さんぽ                              | 秋川渓谷                      |                             |                             |
| 585                         | 8月29日                     | 金子貴俊、夏の終わりの絶景さんぽ                              | 汐留とコスモス                |                             |                             |
| 586                         | 8月30日                     | 金子貴俊、夏の終わりの絶景さんぽ                              | 深川・門前仲町                |                             |                             |
| 587                         | 9月2日                      | 鈴木拓・佐藤エリ、レトロな街さんぽ                            | 新富町                        |                             |                             |
| 588                         | 9月3日                      | 鈴木拓・佐藤エリ、レトロな街さんぽ                            | 千葉・佐原                    |                             |                             |
| 589                         | 9月4日                      | 鈴木拓・佐藤エリ、レトロな街さんぽ                            | 千葉・佐倉市                  |                             |                             |
| 590                         | 9月5日                      | 鈴木拓・佐藤エリ、レトロな街さんぽ                            | 千葉・印西市                  |                             |                             |
| 591                         | 9月6日                      | 鈴木拓・佐藤エリ、レトロな街さんぽ                            | 蒲田                          |                             |                             |
| 592                         | 9月9日                      | 藤田朋子、東急東横線〜京急線徒歩5分さんぽ                     | 反町駅周辺                    |                             |                             |
| 593                         | 9月10日                     | 藤田朋子、東急東横線〜京急線徒歩5分さんぽ                     | 白楽駅周辺                    |                             |                             |
| 594                         | 9月11日                     | 藤田朋子、東急東横線〜京急線徒歩5分さんぽ                     | 大倉山駅周辺                  |                             |                             |
| 再放送                      | 9月12日                     | 藤田朋子、東急東横線〜京急線徒歩5分さんぽ                     | 一日一区（中山エミリ）        |                             |                             |
| 再放送                      | 9月13日                     | 藤田朋子、東急東横線〜京急線徒歩5分さんぽ                     | 一日一区（中山エミリ）        |                             |                             |
| 再放送                      | 9月16日                     | 中山エミリ、秋を感じる絶景さんぽ                              | 一日一区/中央区（渡辺正行）   |                             |                             |
| 再放送                      | 9月17日                     | 中山エミリ、秋を感じる絶景さんぽ                              | 一日一区/墨田区（金子貴俊）   |                             |                             |
| 595                         | 9月18日                     | 中山エミリ、秋を感じる絶景さんぽ                              | 埼玉県 日高市                 |                             |                             |
| 596                         | 9月19日                     | 中山エミリ、秋を感じる絶景さんぽ                              | 埼玉県 秩父市                 |                             |                             |
| 597                         | 9月20日                     | 中山エミリ、秋を感じる絶景さんぽ                              | 埼玉県 飯能市                 |                             |                             |
| 再放送                      | 9月23日                     | 秋の日帰り観光地さんぽ                                        | 神奈川県 小田原市（渡辺正行） |                             |                             |
| 再放送                      | 9月24日                     | 秋の日帰り観光地さんぽ                                        | 埼玉県 長瀞市（藤田朋子）     |                             |                             |
| 再放送                      | 9月25日                     | 秋の日帰り観光地さんぽ                                        | 山梨県 甲府市（渡部陽一）     |                             |                             |
| 再放送                      | 9月26日                     | 秋の日帰り観光地さんぽ                                        | 神奈川県 三崎町（渡辺正行）   |                             |                             |
| 再放送                      | 9月27日                     | 秋の日帰り観光地さんぽ                                        | 栃木県 栃木市（渡部陽一）     |                             |                             |
| 598                         | 9月30日                     | 渡辺正行、秋に行きたい街さんぽ                                | 箱根・仙石原                  |                             |                             |
| 599                         | 10月1日                     | 渡辺正行、秋に行きたい街さんぽ                                | 箱根・強羅                    |                             |                             |
| 600                         | 10月2日                     | 渡辺正行、秋に行きたい街さんぽ                                | 長野・小布施                  |                             |                             |
| 601                         | 10月3日                     | 渡辺正行、秋に行きたい街さんぽ                                | 長野市                        |                             |                             |
| 602                         | 10月4日                     | 渡辺正行、秋に行きたい街さんぽ                                | 伊勢原                        |                             |                             |
| 603                         | 10月7日                     | 渡部陽一、都電荒川線 聞き込みさんぽ                           | 早稲田停留所周辺              |                             |                             |
| 604                         | 10月8日                     | 渡部陽一、都電荒川線 聞き込みさんぽ                           | 学習院下停留所周辺            |                             |                             |
| 605                         | 10月9日                     | 渡部陽一、都電荒川線 聞き込みさんぽ                           | 向原停留所周辺                |                             |                             |
| 606                         | 10月10日                    | 渡部陽一、都電荒川線 聞き込みさんぽ                           | 大塚駅前停留所周辺            |                             |                             |
| 607                         | 10月11日                    | 渡部陽一、都電荒川線 聞き込みさんぽ                           | 飛鳥山停留所周辺              |                             |                             |
| 608                         | 10月14日                    | 金子貴俊、食欲の秋さんぽ                                      | 豊洲市場                      |                             |                             |
| 609                         | 10月15日                    | 金子貴俊、食欲の秋さんぽ                                      | 神楽坂                        |                             |                             |
| 610                         | 10月16日                    | 金子貴俊、食欲の秋さんぽ                                      | 日本橋                        |                             |                             |
| 611                         | 10月17日                    | 金子貴俊、食欲の秋さんぽ                                      | 麻布十番周辺                  |                             |                             |
| 612                         | 10月18日                    | 金子貴俊、食欲の秋さんぽ                                      | 東村山市                      |                             |                             |
| 613                         | 10月21日                    | 中山エミリ、秋に行きたい街さんぽ                              | 勝浦 1                        |                             |                             |
| 614                         | 10月22日                    | 中山エミリ、秋に行きたい街さんぽ                              | 勝浦 2                        |                             |                             |
| 再放送                      | 10月23日                    | 中山エミリ、秋に行きたい街さんぽ                              | 一日一区 品川区               |                             |                             |
| 再放送                      | 10月24日                    | 中山エミリ、秋に行きたい街さんぽ                              | 京急 立会川（藤田朋子）       |                             |                             |
| 再放送                      | 10月25日                    | 中山エミリ、秋に行きたい街さんぽ                              | 京急 鮫川（藤田朋子）         |                             |                             |
| 615                         | 10月28日                    | 藤田朋子、昔のガイドブックさんぽ                              | 四谷                          |                             |                             |
| 616                         | 10月29日                    | 藤田朋子、昔のガイドブックさんぽ                              | 神保町                        |                             |                             |
| 617                         | 10月30日                    | 藤田朋子、昔のガイドブックさんぽ                              | 世田谷                        |                             |                             |
| 618                         | 10月31日                    | 藤田朋子、昔のガイドブックさんぽ                              | 台東区根岸                    |                             |                             |
| 619                         | 11月1日                     | 藤田朋子、昔のガイドブックさんぽ                              | 根岸と本郷周辺                |                             |                             |
| 620                         | 11月4日                     | にしおかすみこ、東京メトロ聞き込み発見さんぽ                  | 新高円寺                      |                             |                             |
| 621                         | 11月5日                     | にしおかすみこ、東京メトロ聞き込み発見さんぽ                  | 新中野                        |                             |                             |
| 622                         | 11月6日                     | にしおかすみこ、東京メトロ聞き込み発見さんぽ                  | 新大塚                        |                             |                             |
| 623                         | 11月7日                     | にしおかすみこ、東京メトロ聞き込み発見さんぽ                  | 稲荷町                        |                             |                             |
| 624                         | 11月8日                     | にしおかすみこ、東京メトロ聞き込み発見さんぽ                  | 田原町                        |                             |                             |
| 625                         | 11月11日                    | 中山エミリ、秋の行楽さんぽ                                    | 鎌倉Ⅰ                         |                             |                             |
| 626                         | 11月12日                    | 中山エミリ、秋の行楽さんぽ                                    | 鎌倉Ⅱ                         |                             |                             |
| 627                         | 11月13日                    | 中山エミリ、秋の行楽さんぽ                                    | 川越Ⅰ                         |                             |                             |
| 628                         | 11月14日                    | 中山エミリ、秋の行楽さんぽ                                    | 川越Ⅱ                         |                             |                             |
| 629                         | 11月15日                    | 中山エミリ、秋の行楽さんぽ                                    | 筑波山                        |                             |                             |
| 630                         | 11月18日                    | 鈴木拓・祥子、紅葉が綺麗な街さんぽ                            | 箱根湯本Ⅰ                     |                             |                             |
| 631                         | 11月19日                    | 鈴木拓・祥子、紅葉が綺麗な街さんぽ                            | 箱根湯本Ⅱ                     |                             |                             |
| 632                         | 11月20日                    | 鈴木拓・祥子、紅葉が綺麗な街さんぽ                            | 神宮外苑                      |                             |                             |
| 633                         | 11月21日                    | 鈴木拓・祥子、紅葉が綺麗な街さんぽ                            | 世田谷区 駒沢                 |                             |                             |
| 634                         | 11月22日                    | 鈴木拓・祥子、紅葉が綺麗な街さんぽ                            | 国分寺                        |                             |                             |
| 635                         | 11月25日                    | 天童よしみ、絶景の紅葉さんぽ                                  | わたらせ渓谷鐵道Ⅰ             |                             |                             |
| 636                         | 11月26日                    | 天童よしみ、絶景の紅葉さんぽ                                  | わたらせ渓谷鐵道Ⅱ             |                             |                             |
| 637                         | 11月27日                    | 天童よしみ、絶景の紅葉さんぽ                                  | わたらせ渓谷鐵道Ⅲ             |                             |                             |
| 638                         | 11月28日                    | 天童よしみ、絶景の紅葉さんぽ                                  | 世田谷                        |                             |                             |
| 639                         | 11月29日                    | 天童よしみ、絶景の紅葉さんぽ                                  | 葛飾                          |                             |                             |
| 640                         | 12月2日                     | 渡辺裕之、湯けむりふれあい散歩                                | 草津                          |                             |                             |
| 641                         | 12月3日                     | 渡辺裕之、湯けむりふれあい散歩                                | 伊香保                        |                             |                             |
| 642                         | 12月4日                     | 渡辺裕之、湯けむりふれあい散歩                                | 四万                          |                             |                             |
| 643                         | 12月5日                     | 渡辺裕之、湯けむりふれあい散歩                                | 北千住                        |                             |                             |
| 644                         | 12月6日                     | 渡辺裕之、湯けむりふれあい散歩                                | 小岩                          |                             |                             |
| 645                         | 12月9日                     | 川島海荷、話題になった街さんぽ                                | 半蔵門                        |                             |                             |
| 646                         | 12月10日                    | 川島海荷、話題になった街さんぽ                                | 永田町                        |                             |                             |
| 647                         | 12月11日                    | 川島海荷、話題になった街さんぽ                                | 砂町銀座商店街                |                             |                             |
| 648                         | 12月12日                    | 川島海荷、話題になった街さんぽ                                | 千葉県柏市                    |                             |                             |
| 649                         | 12月13日                    | 川島海荷、話題になった街さんぽ                                | 埼玉県川口市                  |                             |                             |
| 650                         | 12月23日                    | カミナリ、年末!里帰りさんぽ                                   | 那河湊・大洗                  |                             |                             |
| 651                         | 12月24日                    | カミナリ、年末!里帰りさんぽ                                   | 水戸                          |                             |                             |
| 652                         | 12月25日                    | カミナリ、年末!里帰りさんぽ                                   | 鉾田                          |                             |                             |
| 653                         | 12月26日                    | カミナリ、年末!里帰りさんぽ                                   | 鹿嶋                          |                             |                             |
| 654                         | 12月27日                    | カミナリ、年末!里帰りさんぽ                                   | 牛久                          |                             |                             |

| 2020年（令和2年） | 2020年（令和2年） | 2020年（令和2年）                         | 2020年（令和2年）                         | 2020年（令和2年） | 2020年（令和2年） |
| 回                | 放送日            | 旅人、週間テーマ                          | サブタイトル                              | 来訪地施設        | 備考              |
| ----------------- | ----------------- | ----------------------------------------- | ----------------------------------------- | ----------------- | ----------------- |
| Best              | 1月6日            | 2020年 新春ベストセレクション             | 浅草《渡辺正行》                          |                   |                   |
| Best              | 1月7日            | 2020年 新春ベストセレクション             | 亀戸《渡辺正行》                          |                   |                   |
| Best              | 1月8日            | 2020年 新春ベストセレクション             | 新大久保、百人町《渡辺正行》              |                   |                   |
| Best              | 1月9日            | 2020年 新春ベストセレクション             | 銀座《藤田朋子》                          |                   |                   |
| Best              | 1月10日           | 2020年 新春ベストセレクション             | 飯田橋・水道橋周辺《渡辺正行》            |                   |                   |
| Best              | 1月13日           | 2020年 新春ベストセレクションⅡ            | 秩父 一番札所《梅田彩佳》                 |                   |                   |
| Best              | 1月14日           | 2020年 新春ベストセレクションⅡ            | 秩父 十一番札所《梅田彩佳》               |                   |                   |
| Best              | 1月15日           | 2020年 新春ベストセレクションⅡ            | 秩父 秩父ミューズパーク《梅田彩佳》       |                   |                   |
| Best              | 1月16日           | 2020年 新春ベストセレクションⅡ            | 秩父 影森駅《梅田彩佳》                   |                   |                   |
| Best              | 1月17日           | 2020年 新春ベストセレクションⅡ            | 駒場東大前駅《金子貴俊》                  |                   |                   |
| Best              | 1月20日           | 金子貴俊、2020年 新春ベストセレクションⅢ  | 下北沢駅 北側                             |                   |                   |
| Best              | 1月21日           | 金子貴俊、2020年 新春ベストセレクションⅢ  | 大宮駅 周辺                               |                   |                   |
| Best              | 1月22日           | 金子貴俊、2020年 新春ベストセレクションⅢ  | 神奈川県 鷺沼                             |                   |                   |
| Best              | 1月23日           | 金子貴俊、2020年 新春ベストセレクションⅢ  | 鶴巻温泉 周辺                             |                   |                   |
| Best              | 1月24日           | 金子貴俊、2020年 新春ベストセレクションⅢ  | 本厚木駅 周辺〜七沢                       |                   |                   |
| Best              | 1月27日           | 2020年 新春ベストセレクションⅣ            | 成田山新勝寺周辺《IMALU》                 |                   |                   |
| Best              | 1月28日           | 2020年 新春ベストセレクションⅣ            | 護国寺《IMALU》                           |                   |                   |
| Best              | 1月29日           | 2020年 新春ベストセレクションⅣ            | 川崎大師周辺《IMALU》                     |                   |                   |
| Best              | 1月30日           | 2020年 新春ベストセレクションⅣ            | 茨城県つくば市《渡部陽一》                |                   |                   |
| Best              | 1月31日           | 2020年 新春ベストセレクションⅣ            | 土浦《渡部陽一》                          |                   |                   |
| Best              | 2月3日            | 2020年 2月ベストセレクション              | 伊豆・河津町《中山エミリ》                |                   |                   |
| Best              | 2月4日            | 2020年 2月ベストセレクション              | 君津市《鈴木拓・祥子》                    |                   |                   |
| Best              | 2月5日            | 2020年 2月ベストセレクション              | 神奈川県 松田町《中山エミリ》             |                   |                   |
| Best              | 2月6日            | 2020年 2月ベストセレクション              | みなとみらい《IMALU》                     |                   |                   |
| Best              | 2月7日            | 2020年 2月ベストセレクション              | 湯河原《中山エミリ》                      |                   |                   |
| Best              | 2月10日           | 2020年 2月ベストセレクションⅡ             | 湯島《藤田朋子》                          |                   |                   |
| Best              | 2月11日           | 2020年 2月ベストセレクションⅡ             | 江東区 大島《藤田朋子》                   |                   |                   |
| Best              | 2月12日           | 2020年 2月ベストセレクションⅡ             | 正岡子規ゆかりの地《藤田朋子》            |                   |                   |
| Best              | 2月13日           | 2020年 2月ベストセレクションⅡ             | 千代田区 ニコライ堂《藤田朋子》           |                   |                   |
| Best              | 2月14日           | 2020年 2月ベストセレクションⅡ             | 月島《渡辺正行》                          |                   |                   |
| Best              | 2月17日           | 2020年 2月ベストセレクションⅢ             | 東急大井町線 九品仏駅《アグネス・チャン》 |                   |                   |
| Best              | 2月18日           | 2020年 2月ベストセレクションⅢ             | 御徒町《江口ともみ》                      |                   |                   |
| Best              | 2月19日           | 2020年 2月ベストセレクションⅢ             | 京浜急行線 花月園前駅《アグネス・チャン》 |                   |                   |
| Best              | 2月20日           | 2020年 2月ベストセレクションⅢ             | 京浜急行線 仲木戸駅《アグネス・チャン》   |                   |                   |
| Best              | 2月21日           | 2020年 2月ベストセレクションⅢ             | 巣鴨地蔵通り商店街《渡辺正行》            |                   |                   |
| Best              | 2月24日           | 2020年 2月ベストセレクションⅣ             | 高輪ゲートウェイ駅《山下真司》            |                   |                   |
| Best              | 2月25日           | 2020年 2月ベストセレクションⅣ             | 中野《渡辺正行》                          |                   |                   |
| Best              | 2月26日           | 2020年 2月ベストセレクションⅣ             | 港区虎ノ門《山下真司》                    |                   |                   |
| Best              | 2月27日           | 2020年 2月ベストセレクションⅣ             | 葛飾区立石《山下真司》                    |                   |                   |
| Best              | 2月28日           | 2020年 2月ベストセレクションⅣ             | 深川《渡辺正行》                          |                   |                   |
| Best              | 3月2日            | 2020年 3月ベストセレクション              | 田園調布《飯尾和樹》                      |                   |                   |
| Best              | 3月3日            | 2020年 3月ベストセレクション              | 多摩川《飯尾和樹》                        |                   |                   |
| Best              | 3月4日            | 2020年 3月ベストセレクション              | 田端駅《江口ともみ》                      |                   |                   |
| Best              | 3月5日            | 2020年 3月ベストセレクション              | 鶯谷《江口ともみ》                        |                   |                   |
| Best              | 3月6日            | 2020年 3月ベストセレクション              | 東武亀戸線沿線《はしのえみ》              |                   |                   |
| Best              | 3月9日            | 渡辺正行、2020年 3月ベストセレクションⅡ   | いすみ鉄道 上総中野駅                     |                   |                   |
| Best              | 3月10日           | 渡辺正行、2020年 3月ベストセレクションⅡ   | いすみ鉄道 大多喜・国吉駅                 |                   |                   |
| Best              | 3月11日           | 渡辺正行、2020年 3月ベストセレクションⅡ   | いすみ鉄道 大原駅                         |                   |                   |
| Best              | 3月12日           | 渡辺正行、2020年 3月ベストセレクションⅡ   | 五反田                                    |                   |                   |
| Best              | 3月13日           | 渡辺正行、2020年 3月ベストセレクションⅡ   | 足洗〜大岡山                              |                   |                   |
| Best              | 3月16日           | はしのえみ、2020年 3月ベストセレクションⅢ | しまなみ海道 大島                         |                   |                   |
| Best              | 3月17日           | はしのえみ、2020年 3月ベストセレクションⅢ | しまなみ海道 生口島                       |                   |                   |
| Best              | 3月18日           | はしのえみ、2020年 3月ベストセレクションⅢ | しまなみ海道 小豆島①                      |                   |                   |
| Best              | 3月19日           | はしのえみ、2020年 3月ベストセレクションⅢ | しまなみ海道 小豆島②                      |                   |                   |
| Best              | 3月20日           | はしのえみ、2020年 3月ベストセレクションⅢ | 尾道                                      |                   |                   |
| Best              | 3月23日           | 2020年 3月ベストセレクションⅣ             | 渋谷・原宿・代々木《金子貴俊》            |                   |                   |
| Best              | 3月24日           | 2020年 3月ベストセレクションⅣ             | 築地・銀座《金子貴俊》                    |                   |                   |
| Best              | 3月25日           | 2020年 3月ベストセレクションⅣ             | 渋谷区代々木八幡周辺《中山エミリ》        |                   |                   |
| Best              | 3月26日           | 2020年 3月ベストセレクションⅣ             | 御茶ノ水・本郷《渡辺正行》                |                   |                   |
| Best              | 3月27日           | 2020年 3月ベストセレクションⅣ             | 文京区《藤田朋子》                        |                   |                   |

2020年1〜3月は「ベストセレクション」という形で、過去放送分の再放送を行っていた。

## ネット局と放送時間
| 放送対象地域   | 放送局                      | 系列           | 放送時間（JST）                                                                   |
| -------------- | --------------------------- | -------------- | --------------------------------------------------------------------------------- |
| 関東広域圏     | テレビ東京 【制作局】（TX） | テレビ東京系列 | 月 - 金曜日 7:35 - 8:00 ↓ 月 - 金曜日 7:30 - 8:00 ↓ 月 - 金曜日 7:35 - 8:00       |
| 北海道         | テレビ北海道（TVh）         | テレビ東京系列 | 月 - 金曜日 7:35 - 8:00 ↓ 月 - 金曜日 7:30 - 8:00 ↓ 月 - 金曜日 7:35 - 8:00       |
| 愛知県         | テレビ愛知（TVA）           | テレビ東京系列 | 月 - 金曜日 7:35 - 8:00 ↓ 月 - 金曜日 7:30 - 8:00 ↓ 月 - 金曜日 7:35 - 8:00       |
| 大阪府         | テレビ大阪（TVO）           | テレビ東京系列 | 月 - 金曜日 7:35 - 8:00 ↓ 月 - 金曜日 7:30 - 8:00 ↓ 月 - 金曜日 7:35 - 8:00       |
| 岡山県・香川県 | テレビせとうち（TSC）       | テレビ東京系列 | 月 - 金曜日 7:35 - 8:00 ↓ 月 - 金曜日 7:30 - 8:00 ↓ 月 - 金曜日 7:35 - 8:00       |
| 福岡県         | TVQ九州放送（TVQ）          | テレビ東京系列 | 月 - 金曜日 7:35 - 8:00 ↓ 月 - 金曜日 7:30 - 8:00 ↓ 月 - 金曜日 7:35 - 8:00       |
| 和歌山県       | テレビ和歌山（WTV）         | 独立局         | 月 - 金曜日 15:32 - 15:56 ↓ 月 - 金曜日 15:32 - 16:01 ↓ 月 - 金曜日 15:32 - 15:56 |
| 滋賀県         | びわ湖放送（BBC）           | 独立局         | 月 - 金曜日 14:00 - 14:25                                                         |
| 山形県         | テレビユー山形（TUY）       | TBS系列        | 月 - 金曜日 11:00 - 11:30 2週間遅れ                                               |

### 過去のネット局
| 放送対象地域 | 放送局            | 系列           | 放送時間（JST）         |
| ------------ | ----------------- | -------------- | ----------------------- |
| 広島県       | 広島テレビ（HTV） | 日本テレビ系列 | 水 - 金曜日 4:50 - 5:20 |

## 備考
特別編成
- 2017年9月2日 11:03 - 12:30に『朝の!さんぽ道 特別編』を放送（テレビ東京ローカル）。

年末年始以外での放送休止
- 2017年8月14日から8月29日はアニメ『けものフレンズ』の再放送（一部地域は本放送）、8月30日から9月1日はテレビ東京のアニメ番組のスピンオフ特番のため番組を休止[7]。
- 2017年9月15日は当日朝の北朝鮮によるミサイル発射実験を受け『ニュースモーニングサテライト』が急遽枠拡大したため、前枠の『おはスタ』共々緊急休止となった（ただし、EPGの表記は本番組のまま。休止になったとはいえ本番組については7:54頃の後提供クレジット以降は通常通り放送された）。
- 2017年10月2日から6日まではビートたけし生放送特別番組『おはよう、たけしですみません。』を放送のため番組を休止[8]。
- 2018年6月1日・4日は『全米女子オープンゴルフ 1日目・最終日』のため番組休止。
- 2018年6月5日は『全仏オープンテニスハイライト』のため番組休止。
- 2018年12月28日はアニメ『斉木楠雄のΨ難完結編』のため番組休止。
- 2019年5月20日は『全米プロゴルフ選手権 最終日』のため番組休止。
- 2019年5月31日・6月3日は『全米女子オープンゴルフ 1日目・最終日』のため番組休止。
- 2019年12月16日から12月20日までは赤ちゃん向け番組『シナぷしゅ』のため番組休止[9]。

期間での時間短縮
- 2018年2月13日から23日までは『ピョンチャンオリンピックハイライト』（月曜 - 金曜 7:50 - 8:00）放送のため10分短縮。
- 2018年6月5日から7月13日まで（当番組は6月6日から7月13日まで）『2018 FIFAワールドカップハイライト』（月曜 - 金曜 7:55 - 8:00）放送のため5分短縮。
- 2018年12月25日から27日までは『ジャングルポケットのアニメおしらせ隊』（7:35 - 7:40）放送のため5分繰り下げ・短縮。
- 2019年12月23日・24日は『妖怪ウォッチ!号外 見ようぜ!Y学園』、12月25日・26日・27日は『サンシャイン池崎からのおしらせ』（いずれも7:35 - 7:40）をそれぞれ放送のため5分繰り下げ・短縮。

## スタッフ
- ナレーター：末武里佳子（テレビ東京アナウンサー）
- 構成：弓場信（伸）治、清山智之、古川順一、大賀広道、森泉たつひで、宮森かわら、川瀬吉宏（週替り）
- 撮影：岡本薫、菅良太、福浦俊輔、石川康（泰）之、佐々木健、津野晶（昌）、小山竜太、花岡隆太、真田光、武田司、二方昭雄、山森義明、久村誠次（治）、中込圭、山本真二、成田大助、寺内浩二、深山健一郎、浅海仁、大澤輝、甲斐優美、橋口和利、湯原直樹、菅井祐志、大澤輝彦、木村秀樹、大手洋行、板村伸太郎（朗）、渡辺一志、伊藤康宏、赤羅賢治、糸井涼、成田大助、齋藤智明、須山勝、東海林智恵、鈴木浩介、山本真二、金子貴志、菅野一哉、長谷川秀一、勝正輝、日名透、西山和哉、元安芳文、清水貴能、柿並遼、大木大介、片海春儀、福田史基、高師専吉、勝正輝、上田裕照（週替り）
- 音声：小林大海、松島博昭、荻原浩一、江畑恵子、吹浦尚樹、望月紀彦、高橋拓也、田中竜也、竹内義紘、染谷一輝、鈴木美奈、邉見奈津海、岡本洋平、川井力、梅原淑行、塙健志、葛生美紀、高田鍾司、吉田匠、高橋恒太、大内智香、中野輔久、田中博、太田裕久、岩本顕、福田史基、久場政周、金島侑太、片桐佐保、半田昌敬、阿部幸二郎（週替り）
- 編集：庄司裕幸、中島大地
- MA：上野裕
- 音効：音響企画
- タイトル：ルールブック
- 技術協力：テクノマックスビデオセンター、ディープ、525Productions、テレテック、ハートビーツ、LOOP、ビデオワーク、共同テレビジョン
- 協力：スワロフスキー・ジャパン、東京オフラインセンター
- デスク：秋場香織
- AP：難波裕介、櫻田朋樹、鈴木和則、髙橋紀子、伊藤百合、大澤明奈（大澤→以前はAD）、川原布友美
- AD：君島海里、千葉竜也、山井寿紀、今井貴大、坪根結希、奥貫由佳、田辺寛展、渡辺剣太、緒形勝也、沢井寿成、曹輝、西原辰耶、日暮太郎、高橋希望、伊東駿一郎（週替り）
- ディレクター：後藤駿介、浦崎茜（浦崎→以前はAD）、須山勝（須山→以前は演出）
- 演出：坂本憲史、伊藤雄太、野中哲也、本田史典、加藤大典、岡村洋平、川岸修、本田秀次、石野学、染谷昌彦、堀川英男、井本武雄、山下奈津美、下条寛子、トッキー、河瀬晋悟（週替り）
- 総合演出：辰巳洋平
- プロデューサー：青木勇人（毎週）、高田功一、藤掛匡史、大澤宏一郎、新井丈二、坂本耕司、堀川英男、関根雅史、井本武雄、内田いつき（週替り）
- 制作協力：日経映像、太陽カンパニー、nexus、PLAMo、エーステレビ、スポニチクリエイツ（週替り）
- 製作：TV TOKYO、PROTX

### 過去のスタッフ
- MA：伊東謙二
- 広報：西山麻衣子、増田武史
- デスク：松村優花
- プロデューサー：宮澤正徹、竹島博幸（共に毎週）